# Liste der Zikaden Österreichs

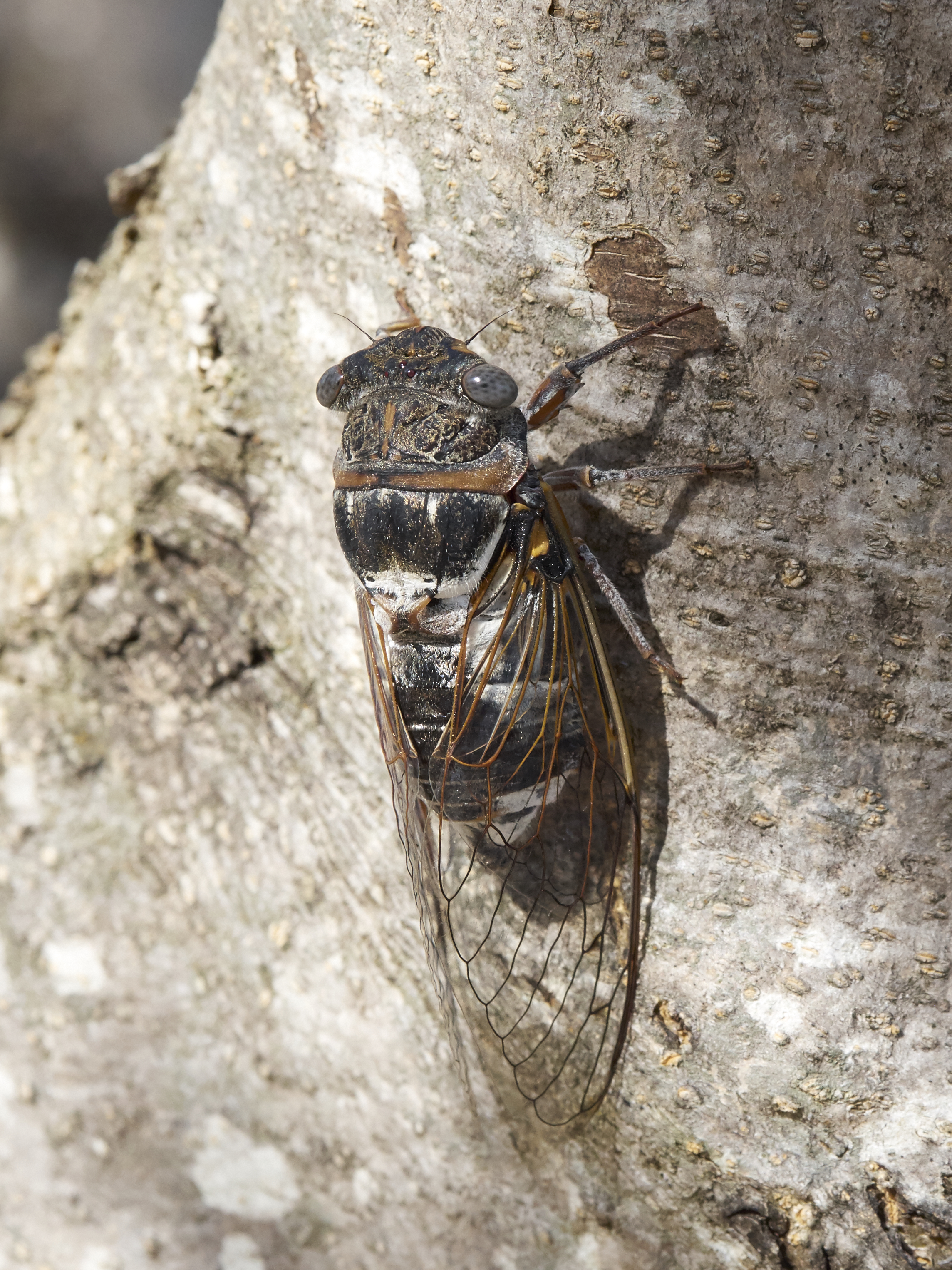
Gemeine Singzikade

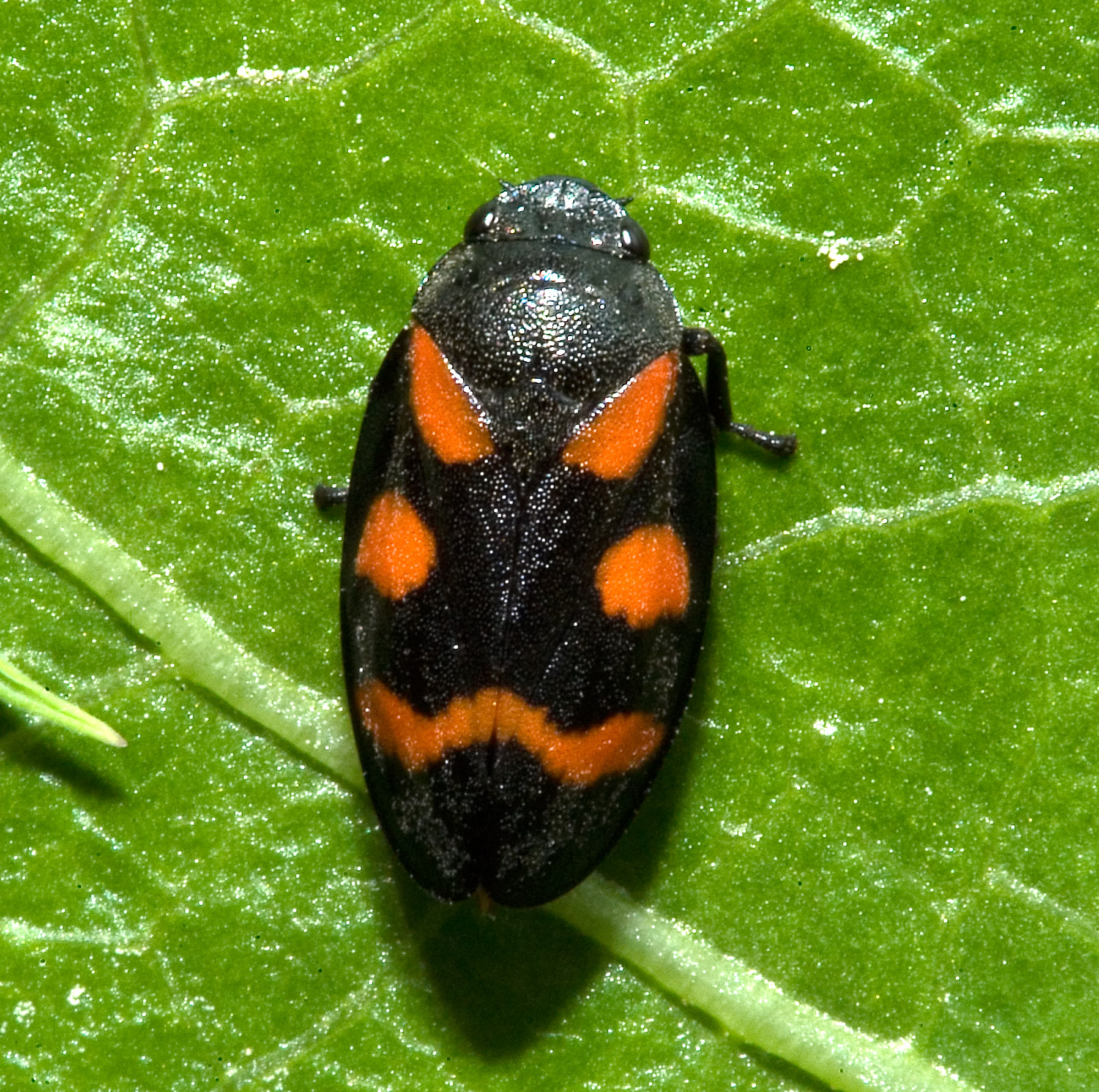
Bindenblutzikade

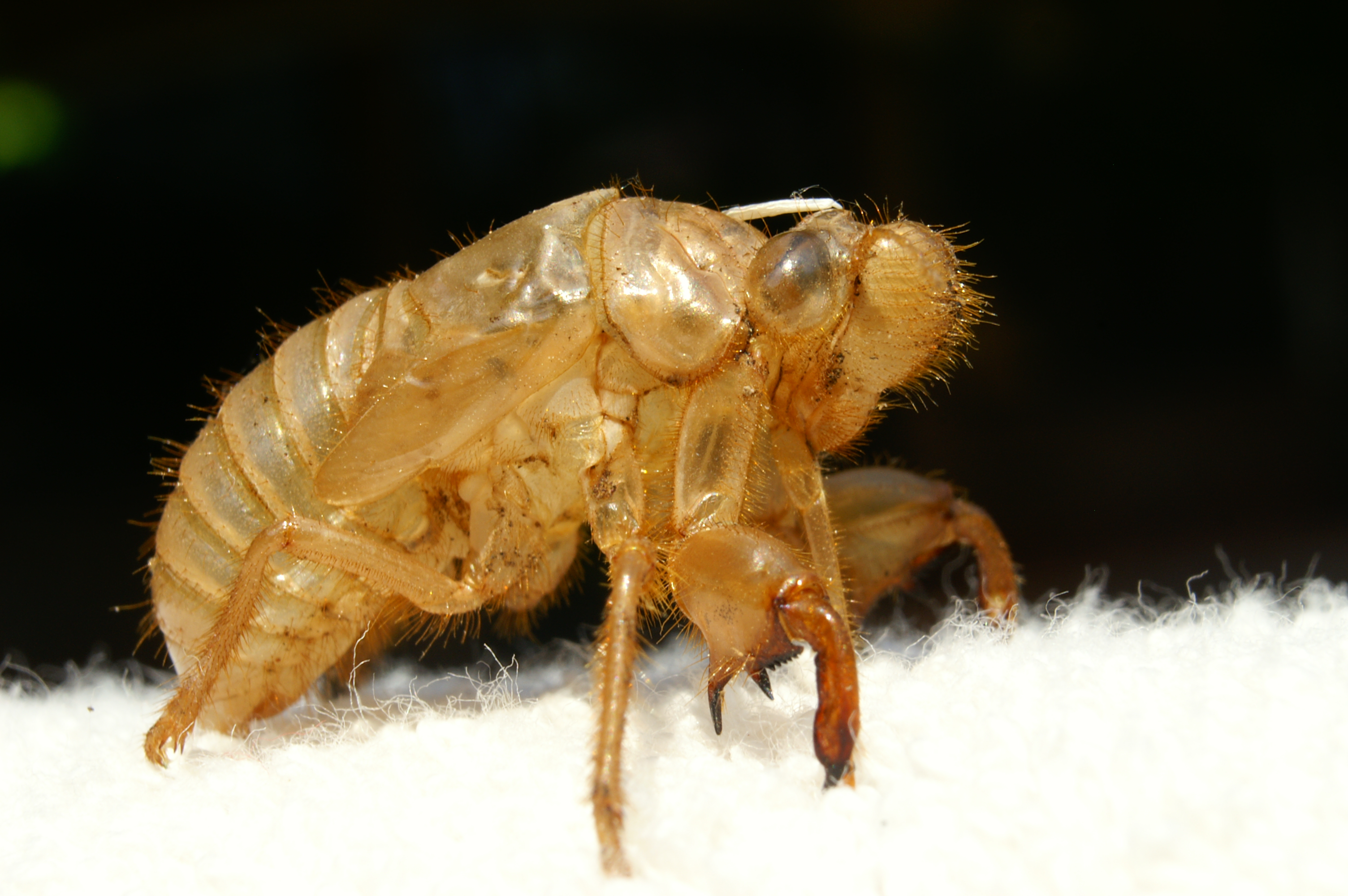
Exuvie der Gemeinen Singzikade

Die Liste der Zikaden Österreichs enthält die in Österreich vorkommenden Zikadenarten. Es werden alle 626 Arten aufgelistet, von denen das österreichische Umweltbundesamt den RL-Status in der Roten Liste gefährdeter Tierarten angibt.
In Österreich wurde im Jahr 2009 der Gefährdungsstatus der Zikaden zuletzt evaluiert. Bei der IUCN und in der Roten Liste Österreichs gibt es folgende Gefährdungsstatus:
| Status | IUCN                                                  | Rote Liste Österreich |
| ------ | ----------------------------------------------------- | --- |
|        | ausgestorben (engl. extinct)                          | Ein Taxon gilt als ausgestorben, wenn kein begründeter Zweifel besteht, dass das letzte Individuum tot ist. Ein Taxon gilt aus ausgestorben, wenn erschöpfende Erhebungen im bekannten oder vermuteten Lebensraum, zu geeigneten Tages- und Jahreszeiten über das gesamte ehemalige Verbreitungsgebiet keine Individuennachweise erbrachten. Die Erhebungen sollten sich über einen Zeitrahmen erstrecken, die dem Lebenszyklus und Lebensformtyp des Taxons angemessen ist. |
|        | in der Natur ausgestorben (engl. extinct in the wild) | Es gibt lediglich Individuen in Kultur, in Gefangenschaft oder in eingebürgerten Populationen außerhalb des natürlichen Verbreitungsgebietes. |
| 0RE    | regional ausgestorben (engl. regionally extinct)      | Ein Taxon gilt als regional ausgestorben, wenn kein begründeter Zweifel besteht, dass das letzte fortpflanzungsfähige Individuum in Österreich tot oder verschwunden ist, oder, im Falle einer früheren Gastart, Individuen das österreichische Gebiet nicht mehr aufsuchen. |
|        | vom Aussterben bedroht (engl. critically endangered)  | 50 % Aussterbenswahrscheinlichkeit in 10 Jahren oder 3 Generationen (maximal 100 Jahre). |
|        | stark gefährdet (engl. endangered)                    | 20 % Aussterbenswahrscheinlichkeit in 20 Jahren oder 5 Generationen (maximal 100 Jahre). |
|        | gefährdet (engl. vulnerable)                          | 10 % Aussterbenswahrscheinlichkeit in 100 Jahren. |
|        | potenziell gefährdet (engl. near threatened)          | Weniger als 10 % Aussterbenswahrscheinlichkeit in 100 Jahren, aber negative Bestandsentwicklung und hohe Aussterbensgefahr in Teilen des Gebietes. |
|        | nicht gefährdet (engl. least concern)                 | Weniger als 10 % Aussterbenswahrscheinlichkeit in 100 Jahren, weitere Attribute wie unter NT treffen nicht zu. |
|        | ungenügende Datengrundlage (engl. data deficient)     | Die vorliegenden Daten lassen keine Einstufung in die einzelnen Kategorien zu. |
|        | nicht beurteilt (engl. not evaluated)                 | Die Art wurde nicht eingestuft. |

Die folgende Tabelle zeigt für jede Zikaden-Art Österreichs, sofern vorhanden, je ein repräsentatives Bild von oben und ein Bild von der Seite. Zusätzlich werden die deutschen Namen, die wissenschaftlichen Namen, die Erstbeschreiber (Autoren), die Wikidata-Links (die farbigen Balken) und die Gefährdungsstatus des österreichischen Umweltbundesamts angegeben. Die Gefährdungsstatus der IUCN wird nicht angegeben, da bei keiner einzigen dieser Arten ein Status vorhanden ist, also bei jeder Art  stehen müsste. Von der Mannasingzikade und der Gemeinen Singzikade ist auch ein Hörbeispiel beigefügt.

## Zikaden–Auchenorrhyncha=Cicadina
| in der Tabelle vorkommende Familien       |
| ----------------------------------------- |
| Familie: Glasflügelzikaden (Cixiidae)     |
| Familie: Spornzikaden (Delphacidae)       |
| Familie: Rindenzikaden (Achilidae)        |
| Familie: Laternenträger (Dictyopharidae)  |
| Familie: Ameisenzikaden (Tettigometridae) |
| Familie: Walzenzikaden (Caliscelidae)     |
| Familie: Käferzikaden (Issidae)           |
| Familie: Schmetterlingszikaden (Flatidae) |
| Familie: Mückenzikaden (Tropiduchidae)    |
| Familie: Singzikaden (Cicadidae)          |
| Familie: Blutzikaden (Cercopidae)         |
| Familie: Schaumzikaden (Aphrophoridae)    |
| Familie: Buckelzirpen (Membracidae)       |
| Familie: Zwergzikaden (Cicadellidae)      |

| Bild                                      | deutscher Name                                                          | wissenschaftlicher Name, Autor und Wikidata-Link                                   | Bild seitlich                          | RL-Status                                        |
| ----------------------------------------- | ----------------------------------------------------------------------- | ---------------------------------------------------------------------------------- | -------------------------------------- | ------------------------------------------------ |
| Familie: Glasflügelzikaden (Cixiidae)     |                                                                         |                                                                                    |                                        |                                                  |
|                                           | Föhren-Glasflügelzikade                                                 | Apartus michalki (Wagner, 1948)                                                    |                                        | VU                                               |
|                                           | Berg-Glasflügelzikade                                                   | Cixius beieri Wagner, 1939                                                         |                                        | VU                                               |
|                                           | Kambrische Glasflügelzikade                                             | Cixius cambricus China, 1935                                                       |                                        | EN                                               |
| weitere Bilder                            | Busch-Glasflügelzikade                                                  | Cixius cunicularius (Linnaeus, 1767)                                               | Cixius cunicularius – seitlich         | LC                                               |
| weitere Bilder                            | Wald-Glasflügelzikade                                                   | Cixius distinguendus Kirschbaum, 1868                                              |                                        | VU                                               |
|                                           | Hain-Glasflügelzikade                                                   | Cixius dubius Wagner, 1939                                                         |                                        | VU                                               |
|                                           | Rhododendron-Glasflügelzikade                                           | Cixius heydenii Kirschbaum, 1868                                                   |                                        | LC                                               |
| weitere Bilder                            | Gemeine Glasflügelzikade                                                | Cixius nervosus (Linnaeus, 1758)                                                   | Cixius nervosus – seitlich             | LC                                               |
| weitere Bilder                            | Torf-Glasflügelzikade                                                   | Cixius similis (Kirschbaum, 1868)                                                  |                                        | VU                                               |
| weitere Bilder                            | Haken-Glasflügelzikade                                                  | Cixius simplex (Herrich-Schäffer, 1835)                                            |                                        | VU                                               |
|                                           | Französische Glasflügelzikade                                           | Cixius sticticus Rey, 1891                                                         |                                        | VU                                               |
|                                           | Trug-Glasflügelzikade                                                   | Cixius stigmaticus (Germar, 1818)                                                  |                                        | VU                                               |
|                                           | Südliche Glasflügelzikade                                               | Cixius wagneri China, 1942                                                         |                                        | CR                                               |
| weitere Bilder                            | Winden-Glasflügelzikade                                                 | Hyalesthes obsoletus Signoret, 1865                                                |                                        | EN                                               |
|                                           | Griechische Glasflügelzikade                                            | Hyalesthes philesakis Hoch & Remane, 1986                                          |                                        | CR                                               |
|                                           | Weiden-Glasflügelzikade                                                 | Myndus musivus (Germar, 1825)                                                      |                                        | CR                                               |
|                                           | Kiesbank-Glasflügelzikade                                               | Pentastiridius beieri (Wagner, 1970)                                               |                                        | CR                                               |
| weitere Bilder                            | Schilf-Glasflügelzikade                                                 | Pentastiridius leporinus (Linnaeus, 1761)                                          |                                        | NT                                               |
|                                           | Östliche Glasflügelzikade                                               | Reptalus cuspidatus (Fieber, 1876)                                                 |                                        | VU                                               |
|                                           | Rosen-Glasflügelzikade                                                  | Reptalus panzeri (Löw, 1883)                                                       |                                        | NT                                               |
|                                           | Pfriemen-Glasflügelzikade                                               | Reptalus quinquecostatus (Dufour, 1833)                                            |                                        | CR                                               |
|                                           | Zwerg-Glasflügelzikade                                                  | Setapius apiculatus (Fieber, 1876)                                                 |                                        | CR                                               |
| weitere Bilder                            | Pelz-Glasflügelzikade                                                   | Tachycixius pilosus (Olivier, 1791)                                                | Tachycixius pilosus – seitlich         | NT                                               |
| weitere Bilder                            | Weiße Glasflügelzikade                                                  | Trigonocranus emmeae Fieber, 1876                                                  |                                        | DD                                               |
| Familie: Spornzikaden (Delphacidae)       |                                                                         |                                                                                    |                                        |                                                  |
|                                           | Zahnspornzikade                                                         | Acanthodelphax denticauda (Boheman, 1847)                                          |                                        | VU                                               |
|                                           | Stachelspornzikade                                                      | Acanthodelphax spinosa (Fieber, 1866)                                              |                                        | LC                                               |
|                                           | Braune Grubenspornzikade                                                | Achorotile longicornis (J. Sahlberg, 1871)                                         |                                        | DD                                               |
|                                           | Uferseggen-Spornzikade                                                  | Anakelisia fasciata, Syn.: Kelisia fasciata (Kirschbaum, 1868)                     |                                        | EN                                               |
|                                           | Triftenspornzikade                                                      | Anakelisia perspicillata (Boheman, 1845)                                           |                                        | VU                                               |
| weitere Bilder                            | Wiesen-Schilfspornzikade                                                | Araeopus pulchellus, Syn.: Delphax pulchella (Curtis, 1833)                        |                                        | EN                                               |
| weitere Bilder                            | Schaufel-Spornzikade, Schaufelspornzikade                               | Asiraca clavicornis (Fabricius, 1794)                                              | Asiraca clavicornis – seitlich         | NT                                               |
|                                           | Simsenspornzikade                                                       | Calligypona reyi (Fieber, 1866)                                                    |                                        | CR                                               |
|                                           | Salz-Schilfspornzikade                                                  | Chloriona glaucescens Fieber, 1866                                                 |                                        | EN                                               |
|                                           | Südliche Schilfspornzikade                                              | Chloriona sicula Matsumura, 1910                                                   |                                        | EN                                               |
|                                           | Smaragd-Schilfspornzikade                                               | Chloriona smaragdula (Stål, 1853)                                                  |                                        | LC                                               |
|                                           | Baltische Schilfspornzikade                                             | Chloriona stenoptera (Flor, 1861)                                                  |                                        | CR                                               |
|                                           | Trug-Schilfspornzikade                                                  | Chloriona unicolor (Herrich-Schäffer, 1835)                                        |                                        | EN                                               |
|                                           | Haken-Schilfspornzikade                                                 | Chloriona vasconica Ribaut, 1934                                                   |                                        | EN                                               |
|                                           | Blaugras-Spornzikade                                                    | Chlorionidea flava (Löw, 1885)                                                     |                                        | EN                                               |
| weitere Bilder                            | Gemeine Binsenspornzikade                                               | Conomelus anceps (Germar, 1821)                                                    | Conomelus anceps – seitlich            | LC                                               |
|                                           | Südliche Binsenspornzikade                                              | Conomelus lorifer dehneli Nast, 1966                                               |                                        | NT                                               |
| weitere Bilder                            | Bindenspornzikade                                                       | Criomorphus albomarginatus Curtis, 1833                                            |                                        | LC                                               |
|                                           | Schwingelspornzikade                                                    | Delphacinus mesomelas (Boheman, 1850)                                              |                                        | VU                                               |
|                                           | Verkannte Weißlippen-Spornzikade                                        | Delphacodes audrasi Ribaut, 1954                                                   |                                        | CR                                               |
|                                           | Gemeine Weißlippen-Spornzikade                                          | Delphacodes capnodes (Scott, 1870)                                                 |                                        | EN                                               |
|                                           | Plumpspornzikade                                                        | Delphacodes venosus (Germar, 1830)                                                 |                                        | NT                                               |
|                                           | Bunte Schilfspornzikade                                                 | Delphax crassicornis, Syn.: Araeopus crassicornis (Panzer, 1796)                   |                                        | EN                                               |
|                                           | Rotschwingel-Spornzikade                                                | Dicranotropis divergens Kirschbaum, 1868                                           |                                        | LC                                               |
| weitere Bilder                            | Queckenspornzikade                                                      | Dicranotropis hamata (Boheman, 1847)                                               | Dicranotropis hamata – seitlich        | LC                                               |
|                                           | Bergspornzikade                                                         | Dicranotropis montana, Syn.: Dicranotopis montana Horváth, 1897                    |                                        | CR                                               |
|                                           | Trespenspornzikade, Weinberg-Spornzikade                                | Ditropsis flavipes, Syn.: Metropis latifrons (Signoret, 1865)                      |                                        | EN (Ditropsis flavipes), CR (Metropis latifrons) |
| weitere Bilder                            | Farnspornzikade                                                         | Ditropis pteridis (Spinola, 1839)                                                  | Ditropis pteridis – seitlich           | LC                                               |
|                                           | Sumpfried-Spornzikade                                                   | Euconomelus lepidus (Boheman, 1847)                                                |                                        | EN                                               |
|                                           | Alpen-Schilfspornzikade                                                 | Euides alpina (Wagner, 1948)                                                       |                                        | CR                                               |
| weitere Bilder                            | Schöne Schilfspornzikade                                                | Euides basilinea (Germar, 1821)                                                    | Euides basilinea – seitlich            | NT                                               |
|                                           | Zebraspornzikade                                                        | Eurybregma nigrolineata Scott, 1875                                                |                                        | LC                                               |
|                                           | Streifenspornzikade                                                     | Eurysa lineata (Perris, 1857)                                                      |                                        | VU                                               |
|                                           | Mohrenspornzikade                                                       | Eurysella brunnea (Melichar, 1896)                                                 |                                        | VU                                               |
| weitere Bilder                            | Reitgras-Spornzikade                                                    | Eurysula lurida (Fieber, 1866)                                                     | Eurysula lurida – seitlich             | LC                                               |
|                                           | Kleine Spornzikade                                                      | Falcotoya minuscula (Horváth, 1897)                                                |                                        | CR                                               |
| weitere Bilder                            | Florspornzikade                                                         | Florodelphax leptosoma (Flor, 1861)                                                | Florodelphax leptosoma – seitlich      | VU                                               |
|                                           | Schlüsselspornzikade                                                    | Florodelphax paryphasma (Flor, 1861)                                               |                                        | CR                                               |
|                                           | Strandhafer-Spornzikade                                                 | Gravesteiniella boldi (Scott, 1870)                                                |                                        | CR                                               |
|                                           | Goldbart-Spornzikade                                                    | Horvathianella palliceps (Horváth, 1897)                                           |                                        | CR                                               |
|                                           | Scheckenspornzikade                                                     | Hyledelphax elegantulus, Syn.: Hyledelphax elegantula (Boheman, 1847)              |                                        | LC                                               |
| weitere Bilder                            | Zwergspornzikade                                                        | Jassidaeus lugubris (Signoret, 1865)                                               |                                        | CR                                               |
| weitere Bilder                            | Flossenspornzikade                                                      | Javesella discolor (Boheman, 1847)                                                 | Javesella discolor – seitlich          | LC                                               |
| weitere Bilder                            | Säbelspornzikade                                                        | Javesella dubia (Kirschbaum, 1868)                                                 |                                        | LC                                               |
| weitere Bilder                            | Zangenspornzikade                                                       | Javesella forcipata (Boheman, 1847)                                                |                                        | LC                                               |
|                                           | Schlammspornzikade                                                      | Javesella obscurella (Boheman, 1847)                                               |                                        | LC                                               |
| weitere Bilder                            | Wiesenspornzikade                                                       | Javesella pellucida (Fabricius, 1794)                                              | Javesella pellucida – seitlich         | LC                                               |
|                                           | Schachtelhalm-Spornzikade                                               | Javesella stali (Metcalf, 1943)                                                    |                                        | DD                                               |
|                                           | Halbmond-Spornzikade                                                    | Kelisia brucki Fieber, 1878                                                        |                                        | CR                                               |
| weitere Bilder                            | Steifseggen-Spornzikade                                                 | Kelisia confusa Linnavuori, 1957                                                   |                                        | VU                                               |
|                                           | Fleckenspornzikade                                                      | Kelisia guttula (Germar, 1818)                                                     |                                        | VU                                               |
|                                           | Wegspornzikade                                                          | Kelisia guttulifera (Kirschbaum, 1868)                                             |                                        | EN                                               |
|                                           | Südliche Erdseggen-Spornzikade                                          | Kelisia hagemini Remane & Jung, 1995                                               |                                        | DD                                               |
|                                           | Alpen-Erdseggen-Spornzikade                                             | Kelisia halpina Remane & Jung, 1995                                                |                                        | DD                                               |
|                                           | Balkanspornzikade                                                       | Kelisia henschii Horváth, 1897                                                     |                                        | EN                                               |
|                                           | Blauseggen-Spornzikade                                                  | Kelisia irregulata Haupt, 1935                                                     |                                        | VU                                               |
|                                           | Elfenspornzikade                                                        | Kelisia minima Ribaut, 1934                                                        |                                        | CR                                               |
|                                           | Einhorn-Spornzikade                                                     | Kelisia monoceros Ribaut, 1934                                                     |                                        | VU                                               |
|                                           | Weiße Spornzikade                                                       | Kelisia pallidula (Boheman, 1847)                                                  |                                        | EN                                               |
|                                           | Seegras-Spornzikade                                                     | Kelisia praecox Haupt, 1935                                                        |                                        | VU                                               |
|                                           | Punktierte Spornzikade                                                  | Kelisia punctulum (Kirschbaum, 1868)                                               |                                        | VU                                               |
|                                           | Schwarzlippen-Spornzikade                                               | Kelisia ribauti Wagner, 1938                                                       |                                        | EN                                               |
|                                           | Dünenspornzikade                                                        | Kelisia sabulicola Wagner, 1952                                                    |                                        | CR                                               |
|                                           | Gelbseggen-Spornzikade                                                  | Kelisia sima Ribaut, 1934                                                          |                                        | EN                                               |
|                                           | Wollgras-Spornzikade                                                    | Kelisia vittipennis (J. Sahlberg, 1868)                                            |                                        | VU                                               |
|                                           | Sensen-Spornzikade                                                      | Kelisia yarkonensis Linnavuori, 1962                                               |                                        | CR                                               |
|                                           | Heidespornzikade                                                        | Kosswigianella exigua (Boheman, 1847)                                              |                                        | VU                                               |
| weitere Bilder                            | Wanderspornzikade                                                       | Laodelphax striatellus, Syn.: Laodelphax striatella (Fallén, 1826)                 | Laodelphax striatellus – seitlich      | LC                                               |
|                                           | Französische Spornzikade                                                | Litemixia pulchripennis Asche, 1980                                                |                                        | DD                                               |
|                                           | Karstspornzikade                                                        | Megadelphax haglundi (J. Sahlberg, 1871)                                           |                                        | CR                                               |
|                                           | Haferspornzikade                                                        | Megadelphax sordidula (Stål, 1853)                                                 |                                        | LC                                               |
|                                           | Quellspornzikade                                                        | Megamelodes quadrimaculatus (Signoret, 1865)                                       |                                        | DD                                               |
| weitere Bilder                            | Gemeine Seggenspornzikade                                               | Megamelus notulus, Syn.: Megamelus notula (Germar, 1830)                           | Megamelus notulus – seitlich           | NT                                               |
| weitere Bilder                            | Steppenspornzikade                                                      | Metropis inermis Wagner, 1939                                                      |                                        | EN                                               |
|                                           | Mayrs Spornzikade                                                       | Metropis mayri Fieber, 1866                                                        |                                        | EN                                               |
|                                           | Weißkopf-Spornzikade                                                    | Mirabella albifrons (Fieber, 1879)                                                 |                                        | VU                                               |
|                                           | Schmielenspornzikade                                                    | Muellerianella brevipennis (Boheman, 1847)                                         |                                        | LC                                               |
|                                           | Amazonenspornzikade                                                     | Muellerianella fairmairei (Perris, 1857)                                           |                                        | DD                                               |
|                                           | Pfeifengras-Spornzikade                                                 | Muellerianella extrusa (Scott, 1871)                                               |                                        | DD                                               |
| weitere Bilder                            | Ödlandspornzikade                                                       | Muirodelphax aubei (Perris, 1857)                                                  |                                        | VU                                               |
|                                           | Schlenkenspornzikade                                                    | Nothodelphax albocarinata (Stål, 1858)                                             |                                        | DD                                               |
|                                           | Hochmoor-Spornzikade                                                    | Nothodelphax distincta (Flor, 1861)                                                |                                        | EN                                               |
|                                           | Klauenspornzikade                                                       | Oncodelphax pullula (Boheman, 1852)                                                |                                        | EN                                               |
|                                           | Sumpfspornzikade                                                        | Paradelphacodes paludosa (Flor, 1861)                                              |                                        | EN                                               |
|                                           | Glanzgras-Spornzikade                                                   | Paraliburnia adela (Flor, 1861)                                                    |                                        | EN                                               |
|                                           | Sodaspornzikade                                                         | Pastiroma clypeata (Horváth, 1897)                                                 |                                        | EN                                               |
|                                           | Kiesbank-Spornzikade                                                    | Pseudodelphacodes flaviceps (Fieber, 1866)                                         |                                        | CR                                               |
|                                           | Rispenspornzikade                                                       | Ribautodelphax albostriata (Fieber, 1866)                                          |                                        | LC                                               |
|                                           | Ruchgras-Spornzikade                                                    | Ribautodelphax angulosa (Ribaut, 1953)                                             |                                        | EN                                               |
|                                           | Hügelspornzikade                                                        | Ribautodelphax collina (Boheman, 1847)                                             |                                        | DD                                               |
|                                           | Rohrschwingel-Spornzikade                                               | Ribautodelphax imitans (Ribaut, 1953)                                              |                                        | VU                                               |
|                                           | Alpenspornzikade                                                        | Ribautodelphax pallens (Stål, 1854)                                                |                                        | DD                                               |
|                                           | Zwenkenspornzikade                                                      | Ribautodelphax pungens (Ribaut, 1953)                                              |                                        | LC                                               |
|                                           | Bunte Spornzikade                                                       | Stenocranus fuscovittatus (Stål, 1858)                                             |                                        | VU                                               |
| weitere Bilder                            | Große Spornzikade                                                       | Stenocranus major (Kirschbaum, 1868)                                               | Stenocranus major – seitlich           | LC                                               |
| weitere Bilder                            | Gestreifte Spornzikade, Knaulgras-Spornzikade                           | Stenocranus minutus (Fabricius, 1787)                                              | Stenocranus minutus – seitlich         | LC                                               |
|                                           | Hainspornzikade                                                         | Stiroma affinis Fieber, 1866                                                       |                                        | LC                                               |
|                                           | Waldspornzikade                                                         | Stiroma bicarinata (Herrich-Schäffer, 1835)                                        |                                        | LC                                               |
|                                           | Mongolenspornzikade                                                     | Stiromella obliqua (Wagner, 1948)                                                  |                                        | CR                                               |
|                                           | Schwadenspornzikade                                                     | Struebingianella lugubrina (Boheman, 1847)                                         |                                        | VU                                               |
|                                           | Fieberspornzikade                                                       | Toya propinqua (Fieber, 1866)                                                      |                                        | NT                                               |
|                                           | Gelbe Spornzikade                                                       | Xanthodelphax flaveola (Flor, 1861)                                                |                                        | EN                                               |
|                                           | Strohspornzikade                                                        | Xanthodelphax straminea (Stål, 1858)                                               |                                        | VU                                               |
| Familie: Rindenzikaden (Achilidae)        |                                                                         |                                                                                    |                                        |                                                  |
|                                           | Echte Rindenzikade                                                      | Cixidia pilatoi D'Urso & Guglielmino, 1995                                         |                                        | EN                                               |
| Familie: Laternenträger (Dictyopharidae)  |                                                                         |                                                                                    |                                        |                                                  |
| weitere Bilder                            | Europäischer Laternenträger                                             | Dictyophara europaea (Linnaeus, 1767)                                              | Dictyophara europaea – seitlich        | VU                                               |
|                                           | Großer Laternenträger                                                   | Dictyophara multireticulata Mulsant & Rey, 1855                                    |                                        | CR                                               |
| Familie: Ameisenzikaden (Tettigometridae) |                                                                         |                                                                                    |                                        |                                                  |
|                                           | Schwarze Ameisenzikade                                                  | Tettigometra atra Hagenbach, 1825                                                  |                                        | EN                                               |
|                                           | Mönchsameisenzikade                                                     | Tettigometra fusca Fieber, 1865                                                    |                                        | CR                                               |
|                                           | Gefleckte Ameisenzikade                                                 | Tettigometra griseola Fieber, 1865                                                 |                                        | CR                                               |
| weitere Bilder                            | Gemeine Ameisenzikade                                                   | Tettigometra impressopunctata Dufour, 1846                                         |                                        | EN                                               |
|                                           | Schwarzgrüne Ameisenzikade                                              | Tettigometra laeta Herrich-Schäffer, 1835                                          |                                        | CR                                               |
|                                           | Punktierte Ameisenzikade                                                | Tettigometra leucophaea (Preyssler, 1792)                                          |                                        | CR                                               |
|                                           | Pfaffenameisenzikade                                                    | Tettigometra macrocephala Fieber, 1865                                             |                                        | CR                                               |
|                                           | Schwefelameisenzikade                                                   | Tettigometra sulphurea Mulsant & Rey, 1855                                         |                                        | CR                                               |
| weitere Bilder                            | Grüne Ameisenzikade                                                     | Tettigometra virescens (Panzer, 1799)                                              |                                        | EN                                               |
| Familie: Walzenzikaden (Caliscelidae)     |                                                                         |                                                                                    |                                        |                                                  |
| weitere Bilder                            | Moorkäferzikade, Moorwalzenzikade                                       | Ommatidiotus dissimilis (Fallén, 1806)                                             |                                        | DD                                               |
| Familie: Käferzikaden (Issidae)           |                                                                         |                                                                                    |                                        |                                                  |
| weitere Bilder                            | Gelbe Käferzikade                                                       | Agalmatium flavescens (Olivier, 1791)                                              | Agalmatium flavescens – seitlich       | CR                                               |
|                                           | Kleine Käferzikade                                                      | Hysteropterum reticulatum Herrich-Schäffer, 1835                                   |                                        | EN                                               |
| weitere Bilder                            | Echte Käferzikade                                                       | Issus coleoptratus (Fabricius, 1781)                                               | Issus coleoptratus – seitlich          | LC                                               |
| weitere Bilder                            | Fliegen-Käferzikade                                                     | Issus muscaeformis (Schrank, 1781)                                                 | Issus muscaeformis – seitlich          | NT                                               |
|                                           | Nasenzikade                                                             | Mycterodus cuniceps Melichar, 1906                                                 |                                        | CR                                               |
| Familie: Schmetterlingszikaden (Flatidae) |                                                                         |                                                                                    |                                        |                                                  |
| weitere Bilder                            | Bläulingszikade                                                         | Metcalfa pruinosa (Say, 1830)                                                      | Metcalfa pruinosa – seitlich           | NE                                               |
| Familie: Mückenzikaden (Tropiduchidae)    |                                                                         |                                                                                    |                                        |                                                  |
| weitere Bilder                            | Sechspunkt-Mückenzikade                                                 | Trypetimorpha occidentalis Huang & Bourgoin, 1993                                  | Trypetimorpha occidentalis – seitlich  | EN                                               |
| Familie: Singzikaden (Cicadidae)          |                                                                         |                                                                                    |                                        |                                                  |
| weitere Bilder                            | Mannasingzikade, Mannazikade, Eschenzikade                              | Cicada orni · Linnaeus, 1758 · Hörbeispiel:                                        | Cicada orni – seitlich                 | CR                                               |
| weitere Bilder                            | "Bergzikade"                                                            | Cicadetta brevipennis Fieber, 1876                                                 | Cicadetta brevipennis – seitlich       | DD                                               |
| weitere Bilder                            | "Bergzikade"                                                            | Cicadetta cantilatrix Sueur & Puissant, 2007                                       | Cicadetta cantilatrix – seitlich       | DD                                               |
| weitere Bilder                            | Bergsingzikade, Bergzikade, Echte Bergzikade                            | Cicadetta montana (Scopoli, 1772)                                                  | Cicadetta montana – seitlich           | VU                                               |
| weitere Bilder                            | Hühnerzikade, Zwergsingzikade                                           | Oligoglena tibialis, Syn.: Cicadivetta tibialis, Cicadetta tibialis (Panzer, 1798) | Cicadivetta tibialis – seitlich        | CR                                               |
| weitere Bilder                            | Zwergsingzikade                                                         | Tettigettula pygmea, Syn.: Tettigetta brullei (Olivier, 1790)                      | Tettigettula pygmea – seitlich         | CR                                               |
| weitere Bilder                            | Gemeine Singzikade, Große Zikade                                        | Tibicen plebejus, Syn.: Lyristes plebejus · (Scopoli, 1763) · Hörbeispiel:         | Tibicen plebejus – seitlich            | RE                                               |
| weitere Bilder                            | Weinzwirner, Blutrote Singzikade, Weinbergzikade, Blutaderzikade, Lauer | Tibicina haematodes (Scopoli, 1763)                                                | Tibicina haematodes – seitlich         | CR                                               |
| Familie: Blutzikaden (Cercopidae)         |                                                                         |                                                                                    |                                        |                                                  |
| weitere Bilder                            | Weinbergsblutzikade                                                     | Cercopis arcuata Fieber, 1844                                                      | Cercopis arcuata – seitlich            | EN                                               |
| weitere Bilder                            | Bindenblutzikade                                                        | Cercopis sanguinolenta (Scopoli, 1763)                                             | Cercopis sanguinolenta – seitlich      | LC                                               |
| weitere Bilder                            | Gemeine Blutzikade                                                      | Cercopis vulnerata Illiger in Rossi, 1807                                          | Cercopis vulnerata – seitlich          | LC                                               |
| weitere Bilder                            | Kiefernblutzikade                                                       | Haematoloma dorsata, Syn.: Haematoloma dorsatum (Ahrens, 1812)                     | Haematoloma dorsata – seitlich         | NT                                               |
| Familie: Schaumzikaden (Aphrophoridae)    |                                                                         |                                                                                    |                                        |                                                  |
| weitere Bilder                            | Erlenschaumzikade                                                       | Aphrophora alni (Fallén, 1805)                                                     | Aphrophora alni – seitlich             | LC                                               |
| weitere Bilder                            | Kiefernschaumzikade                                                     | Aphrophora corticea Germar, 1821                                                   | Aphrophora corticea – seitlich         | LC                                               |
| weitere Bilder                            | Alpenschaumzikade                                                       | Aphrophora major, Syn.: Aphrophora alpina Uhler, 1896                              | Aphrophora major – seitlich            | LC                                               |
| weitere Bilder                            | Bunte Weidenschaumzikade                                                | Aphrophora pectoralis Matsumura, 1903                                              | Aphrophora pectoralis – seitlich       | LC                                               |
| weitere Bilder                            | Braune Weidenschaumzikade                                               | Aphrophora salicina (Goeze, 1778)                                                  | Aphrophora salicina – seitlich         | LC                                               |
| weitere Bilder                            | Wanstschaumzikade                                                       | Lepyronia coleoptrata (Linnaeus, 1758)                                             | Lepyronia coleoptrata – seitlich       | NT                                               |
|                                           | Zwenkenschaumzikade                                                     | Neophilaenus albipennis (Fabricius, 1798)                                          |                                        | NT                                               |
|                                           | Feldschaumzikade                                                        | Neophilaenus campestris (Fallén, 1805)                                             |                                        | LC                                               |
|                                           | Waldschaumzikade                                                        | Neophilaenus exclamationis alpicola Wagner, 1955                                   |                                        | LC                                               |
|                                           | Steppenschaumzikade                                                     | Neophilaenus infumatus (Haupt, 1917)                                               |                                        | CR                                               |
| weitere Bilder                            | Grasschaumzikade                                                        | Neophilaenus lineatus (Linnaeus, 1758)                                             | Neophilaenus lineatus – seitlich       | LC                                               |
|                                           | Zwergschaumzikade                                                       | Neophilaenus minor (Kirschbaum, 1868)                                              |                                        | VU                                               |
|                                           | Spitzkopf-Schaumzikade                                                  | Neophilaenus modestus (Haupt, 1922)                                                |                                        | CR                                               |
| weitere Bilder                            | Wiesenschaumzikade                                                      | Philaenus spumarius (Linnaeus, 1758)                                               | Philaenus spumarius – seitlich         | LC                                               |
| Familie: Buckelzirpen (Membracidae)       |                                                                         |                                                                                    |                                        |                                                  |
| weitere Bilder                            | Dornzikade                                                              | Centrotus cornutus (Linnaeus, 1758)                                                | Centrotus cornutus – seitlich          | LC                                               |
| weitere Bilder                            | Ginsterzikade                                                           | Gargara genistae (Fabricius, 1775)                                                 | Gargara genistae – seitlich            | VU                                               |
| weitere Bilder                            | Büffelzikade, Büffelzirpe, Amerikanische Büffelzikade                   | Stictocephala bisonia Kopp & Yonke, 1977                                           | Stictocephala bisonia – seitlich       | NE                                               |
| Familie: Zwergzikaden (Cicadellidae)      |                                                                         |                                                                                    |                                        |                                                  |
|                                           | Streifen-Dickkopfzikade                                                 | Agallia brachyptera (Boheman, 1847)                                                |                                        | LC                                               |
| weitere Bilder                            | Hain-Dickkopfzikade                                                     | Agallia consobrina Curtis, 1833                                                    | Agallia consobrina – seitlich          | LC                                               |
|                                           | Alpen-Dickkopfzikade                                                    | Anaceratagallia austriaca Wagner, 1955                                             |                                        | CR                                               |
|                                           | Südliche Dickkopfzikade                                                 | Anaceratagallia laevis Ribaut, 1935                                                |                                        | CR                                               |
| weitere Bilder                            | Wiesen-Dickkopfzikade                                                   | Anaceratagallia ribauti (Ossiannilsson, 1938)                                      | Anaceratagallia ribauti – seitlich     | LC                                               |
| weitere Bilder                            | Klee-Dickkopfzikade                                                     | Anaceratagallia venosa (Fourcroy, 1785)                                            | Anaceratagallia venosa – seitlich      | LC                                               |
|                                           | Zweifleck-Dickkopfzikade                                                | Austroagallia sinuata (Mulsant & Rey, 1855)                                        |                                        | LC                                               |
|                                           | Wicken-Dickkopfzikade                                                   | Dryodurgades reticulatus (Herrich-Schäffer, 1834)                                  |                                        | EN                                               |
|                                           | Norische Dickkopfzikade                                                 | Indiagallia limbata (Kirschbaum, 1868)                                             |                                        | VU                                               |
| weitere Bilder                            | Braune Erdzikade                                                        | Anoscopus albifrons (Linnaeus, 1758)                                               | Anoscopus albifrons – seitlich         | LC                                               |
|                                           | Salzerdzikade                                                           | Anoscopus albiger (Germar, 1821)                                                   |                                        | EN                                               |
|                                           | Alpenerdzikade                                                          | Anoscopus assimilis (Signoret, 1879)                                               |                                        | VU                                               |
| weitere Bilder                            | Streifenerdzikade                                                       | Anoscopus flavostriatus (Donovan, 1799)                                            | Anoscopus flavostriatus – seitlich     | LC                                               |
|                                           | Bunte Erdzikade                                                         | Anoscopus histrionicus (Fabricius, 1794)                                           |                                        | DD                                               |
| weitere Bilder                            | Rasenerdzikade                                                          | Anoscopus serratulae (Fabricius, 1775)                                             | Anoscopus serratulae – seitlich        | LC                                               |
|                                           | Triftenerdzikade                                                        | Aphrodes bicincta (Schrank, 1776)                                                  |                                        | DD                                               |
|                                           | Kleine Erdzikade                                                        | Aphrodes diminuta Ribaut, 1952                                                     |                                        | DD                                               |
| weitere Bilder                            | Wiesen-Erdzikade, Wiesenerdzikade                                       | Aphrodes makarovi Zachvatkin, 1948                                                 | Aphrodes makarovi – seitlich           | DD                                               |
|                                           | Bergerdzikade                                                           | Planaphrodes bifasciata (Linnaeus, 1758)                                           |                                        | LC                                               |
|                                           | Walderdzikade                                                           | Planaphrodes nigrita (Kirschbaum, 1868)                                            |                                        | LC                                               |
| weitere Bilder                            | Heideerdzikade                                                          | Planaphrodes trifasciata (Fourcroy, 1785) sensu Ribaut, 1952                       | Planaphrodes trifasciata – seitlich    | LC                                               |
|                                           | Sumpferdzikade                                                          | Stroggylocephalus agrestis (Fallén, 1806)                                          |                                        | EN                                               |
|                                           | Moorerdzikade                                                           | Stroggylocephalus livens (Zetterstedt, 1840)                                       |                                        | CR                                               |
| weitere Bilder                            | Binsenschmuckzikade, Grüne Schmuckzikade, Grüne Zwergzikade             | Cicadella viridis (Linnaeus, 1758)                                                 | Cicadella viridis – seitlich           | LC                                               |
| weitere Bilder                            | Moosschmuckzikade, Sonderbare Zikade                                    | Errhomenus brachypterus Fieber, 1866                                               |                                        | LC                                               |
| weitere Bilder                            | Hainschmuckzikade                                                       | Evacanthus acuminatus (Fabricius, 1794)                                            | Evacanthus acuminatus – seitlich       | LC                                               |
| weitere Bilder                            | Wiesenschmuckzikade, Gelbschwarze Schmuckzikade                         | Evacanthus interruptus (Linnaeus, 1758)                                            | Evacanthus interruptus – seitlich      | LC                                               |
| weitere Bilder                            | Rhododendronzikade                                                      | Graphocephala fennahi Young, 1977                                                  | Graphocephala fennahi – seitlich       | NE                                               |
| weitere Bilder                            | Ginsterlederzikade                                                      | Batracomorphus allionii (Turton, 1802)                                             | Batracomorphus allionii – seitlich     | DD                                               |
|                                           | Sonnenröschen-Lederzikade                                               | Batracomorphus irroratus Lewis, 1834                                               |                                        | EN                                               |
| weitere Bilder                            | Eichenlederzikade, Eichen-Zwergzikade                                   | Iassus lanio (Linnaeus, 1761)                                                      | Iassus lanio – seitlich                | LC                                               |
|                                           | Ungarische Lederzikade                                                  | Iassus mirabilis Orosz, 1979                                                       |                                        | CR                                               |
| weitere Bilder                            | Ulmenlederzikade                                                        | Iassus scutellaris (Fieber, 1868)                                                  | Iassus scutellaris – seitlich          | EN                                               |
| weitere Bilder                            | Bergahorn-Winkerzikade                                                  | Acericerus heydenii (Kirschbaum, 1868)                                             | Acericerus heydenii – seitlich         | LC                                               |
| weitere Bilder                            | Ribaut-Winkerzikade, Ribautwinkerzikade                                 | Acericerus ribauti Nickel & Remane, 2002                                           | Acericerus ribauti – seitlich          | LC                                               |
|                                           | Streifenwinkerzikade                                                    | Acericerus vittifrons (Kirschbaum, 1868)                                           |                                        | LC                                               |
| weitere Bilder                            | Große Schlehenwinkerzikade                                              | Balcanocerus larvatus (Herrich-Schäffer, 1835)                                     |                                        | NT                                               |
|                                           | Kleine Schlehenwinkerzikade                                             | Balcanocerus pruni (Ribaut, 1952)                                                  |                                        | DD                                               |
| weitere Bilder                            | Bärtige Winkerzikade                                                    | Idiocerus herrichii Kirschbaum, 1868                                               | Idiocerus herrichii – seitlich         | LC                                               |
| weitere Bilder                            | Grauweiden-Winkerzikade                                                 | Idiocerus lituratus (Fallén, 1806)                                                 | Idiocerus lituratus – seitlich         | LC                                               |
|                                           | Purpurweiden-Winkerzikade                                               | Idiocerus similis Kirschbaum, 1868                                                 |                                        | LC                                               |
| weitere Bilder                            | Flaumige Winkerzikade                                                   | Idiocerus stigmaticalis Lewis, 1834                                                | Idiocerus stigmaticalis – seitlich     | LC                                               |
|                                           | Südliche Winkerzikade                                                   | Idiocerus vicinus Melichar, 1898                                                   |                                        | LC                                               |
|                                           | Punktierte Winkerzikade                                                 | Metidiocerus elegans (Flor, 1861)                                                  |                                        | NT                                               |
|                                           | Korbweiden-Winkerzikade                                                 | Metidiocerus impressifrons (Kirschbaum, 1868)                                      |                                        | NT                                               |
| weitere Bilder                            | Rostwinkerzikade, Rost-Winkerzikade, Rötliche Winkerzikade              | Metidiocerus rutilans (Kirschbaum, 1868)                                           | Metidiocerus rutilans – seitlich       | LC                                               |
|                                           | Weiße Winkerzikade                                                      | Populicerus albicans (Kirschbaum, 1868)                                            |                                        | LC                                               |
| weitere Bilder                            | Gelbe Winkerzikade                                                      | Populicerus confusus (Flor, 1861)                                                  | Populicerus confusus – seitlich        | LC                                               |
|                                           | Große Espenwinkerzikade                                                 | Populicerus laminatus (Flor, 1861)                                                 |                                        | LC                                               |
| weitere Bilder                            | Glanzwinkerzikade                                                       | Populicerus nitidissimus (Herrich-Schäffer, 1835)                                  | Populicerus nitidissimus – seitlich    | LC                                               |
|                                           | Echte Espenwinkerzikade                                                 | Populicerus populi (Linnaeus, 1761)                                                |                                        | LC                                               |
| weitere Bilder                            | Große Winkerzikade                                                      | Rhytidodus decimaquartus, Syn.: Rhytidodus decimusquartus (Schrank, 1776)          | Rhytidodus decimaquartus – seitlich    | LC                                               |
|                                           | Wagners Winkerzikade                                                    | Rhytidodus wagneri Dlabola, 1965                                                   |                                        | DD                                               |
| weitere Bilder                            | Bunte Winkerzikade                                                      | Stenidiocerus poecilus (Herrich-Schäffer, 1835)                                    | Stenidiocerus poecilus – seitlich      | NT                                               |
| weitere Bilder                            | Gebänderte Winkerzikade                                                 | Tremulicerus distinguendus (Kirschbaum, 1868)                                      | Tremulicerus distinguendus – seitlich  | NT                                               |
|                                           | Kupferwinkerzikade                                                      | Tremulicerus fulgidus (Fabricius, 1775)                                            |                                        | EN                                               |
| weitere Bilder                            | Kleine Espen-Winkerzikade, Kleine Espenwinkerzikade                     | Tremulicerus tremulae (Estlund, 1796)                                              |                                        | DD                                               |
|                                           | Glaswinkerzikade                                                        | Tremulicerus vitreus (Fabricius, 1803) sensu Ribaut, 1952                          |                                        | DD                                               |
| weitere Bilder                            | Grüne Winkerzikade                                                      | Viridicerus ustulatus (Mulsant & Rey, 1855)                                        | Viridicerus ustulatus – seitlich       | LC                                               |
| weitere Bilder                            | Echte Ohrzikade, Ohrenzikade, Ohrzikade, Ohrzirpe                       | Ledra aurita (Linnaeus, 1758)                                                      | Ledra aurita – seitlich                | LC                                               |
|                                           | Freys Maskenzikade                                                      | Hephathus freyi (Fieber, 1868)                                                     |                                        | DD                                               |
|                                           | Zwergmaskenzikade                                                       | Hephathus nanus (Herrich-Schäffer, 1835)                                           |                                        | EN                                               |
|                                           | Beifußmaskenzikade                                                      | Macropsidius sahlbergi (Flor, 1861)                                                |                                        | CR                                               |
| weitere Bilder                            | Schwarzweiße Maskenzikade                                               | Macropsis albae Wagner, 1950                                                       | Macropsis albae – seitlich             | LC                                               |
|                                           | Gemeine Maskenzikade                                                    | Macropsis cerea (Germar, 1837)                                                     |                                        | LC                                               |
|                                           | Ölweiden-Maskenzikade                                                   | Macropsis eleagni, falsch auch Macropsis elaeagni Emeljanov, 1964                  |                                        | NE                                               |
|                                           | Espenmaskenzikade                                                       | Macropsis fuscinervis (Boheman, 1845)                                              |                                        | LC                                               |
| weitere Bilder                            | Himbeermaskenzikade, Himbeer-Maskenzikade                               | Macropsis fuscula (Zetterstedt, 1828)                                              | Macropsis fuscula – seitlich           | LC                                               |
|                                           | Ulmenmaskenzikade                                                       | Macropsis glandacea (Fieber, 1868)                                                 |                                        | EN                                               |
|                                           | Schwarzpappel-Maskenzikade                                              | Macropsis graminea (Fabricius, 1798)                                               |                                        | LC                                               |
|                                           | Große Maskenzikade                                                      | Macropsis gravesteini Wagner, 1953                                                 |                                        | NT                                               |
|                                           | Gebänderte Maskenzikade                                                 | Macropsis haupti Wagner, 1941                                                      |                                        | EN                                               |
|                                           | Kleine Maskenzikade                                                     | Macropsis impura (Boheman, 1847)                                                   |                                        | EN                                               |
| weitere Bilder                            | Salweiden-Maskenzikade                                                  | Macropsis infuscata (J. Sahlberg, 1871)                                            | Macropsis infuscata – seitlich         | LC                                               |
|                                           | Bunte Maskenzikade                                                      | Macropsis marginata (Herrich-Schäffer, 1836)                                       |                                        | LC                                               |
|                                           | Rosenmaskenzikade                                                       | Macropsis megerlei (Fieber, 1868)                                                  |                                        | EN                                               |
|                                           | Sanddorn-Maskenzikade                                                   | Macropsis mulsanti (Fieber, 1868)                                                  |                                        | DD                                               |
|                                           | Rotbraune Maskenzikade                                                  | Macropsis najas Nast, 1981                                                         |                                        | EN                                               |
|                                           | Dreipunkt-Maskenzikade                                                  | Macropsis notata (Prohaska, 1923)                                                  |                                        | EN                                               |
|                                           | Lavendelweiden-Maskenzikade                                             | Macropsis remanei Nickel, 1999                                                     |                                        | EN                                               |
|                                           | Grüne Maskenzikade                                                      | Macropsis prasina (Boheman, 1852)                                                  |                                        | LC                                               |
|                                           | Brombeer-Maskenzikade                                                   | Macropsis scotti Edwards, 1920                                                     |                                        | DD                                               |
|                                           | Nesselmaskenzikade                                                      | Macropsis scutellata (Boheman, 1845)                                               |                                        | LC                                               |
|                                           | Silberpappel-Maskenzikade                                               | Macropsis vicina (Horváth, 1897)                                                   |                                        | DD                                               |
|                                           | Mandelweiden-Maskenzikade                                               | Macropsis viridinervis Wagner, 1950                                                |                                        | CR                                               |
| weitere Bilder                            | Erlenmaskenzikade                                                       | Oncopsis alni (Schrank, 1801)                                                      | Oncopsis alni – seitlich               | LC                                               |
|                                           | Hakenmaskenzikade                                                       | Oncopsis appendiculata Wagner, 1944                                                |                                        | DD                                               |
|                                           | Hainbuchen-Maskenzikade                                                 | Oncopsis carpini (J. Sahlberg, 1871)                                               |                                        | LC                                               |
| weitere Bilder                            | Gemeine Birkenmaskenzikade                                              | Oncopsis flavicollis (Linnaeus, 1761) – Gruppe                                     | Oncopsis flavicollis – seitlich        | LC                                               |
| weitere Bilder                            | Herzmaskenzikade                                                        | Oncopsis subangulata (J. Sahlberg, 1871)                                           | Oncopsis subangulata – seitlich        | LC                                               |
|                                           | Kleine Birkenmaskenzikade                                               | Oncopsis tristis (Zetterstedt, 1840)                                               |                                        | LC                                               |
| weitere Bilder                            | Lindenmaskenzikade, Linden-Maskenzikade                                 | Pediopsis tiliae (Germar, 1831)                                                    | Pediopsis tiliae – seitlich            | LC                                               |
|                                           | Südliche Kappenzikade                                                   | Megophthalmus scabripennis Edwards, 1915                                           |                                        | VU                                               |
| weitere Bilder                            | Gemeine Kappenzikade                                                    | Megophthalmus scanicus (Fallén, 1806)                                              | Megophthalmus scanicus – seitlich      | LC                                               |
| weitere Bilder                            | Mönchszikade                                                            | Penthimia nigra (Goeze, 1778)                                                      | Penthimia nigra – seitlich             | NT                                               |
|                                           | Heidelbeer-Blattzikade                                                  | Aguriahana pictilis (Stål, 1853)                                                   |                                        | DD                                               |
| weitere Bilder                            | Kirschenblattzikade                                                     | Aguriahana stellulata (Burmeister, 1841)                                           | Aguriahana stellulata – seitlich       | LC                                               |
| weitere Bilder                            | Große Augenblattzikade                                                  | Alebra albostriella (Fallén, 1826)                                                 |                                        | LC                                               |
|                                           | Hasel-Augenblattzikade                                                  | Alebra coryli Le Quesne, 1977                                                      |                                        | DD                                               |
|                                           | Trug-Augenblattzikade                                                   | Alebra neglecta Wagner, 1940                                                       |                                        | DD                                               |
|                                           | Steirische Augenblattzikade                                             | Alebra sorbi Wagner, 1949                                                          |                                        | DD                                               |
|                                           | Grüne Augenblattzikade                                                  | Alebra viridis Rey, 1894                                                           |                                        | LC                                               |
| weitere Bilder                            | Gemeine Augenblattzikade                                                | Alebra wahlbergi (Boheman, 1845)                                                   |                                        | LC                                               |
| weitere Bilder                            | Gemeine Erlenblattzikade                                                | Alnetoidia alneti (Dahlbom, 1850)                                                  |                                        | LC                                               |
|                                           | Nashorn-Blattzikade                                                     | Arboridia erecta (Ribaut, 1931)                                                    |                                        | LC                                               |
| weitere Bilder                            | Beilblattzikade                                                         | Arboridia parvula (Boheman, 1845)                                                  | Arboridia parvula – seitlich           | VU                                               |
|                                           | Storchschnabel-Blattzikade                                              | Arboridia pusilla (Ribaut, 1936)                                                   |                                        | EN                                               |
| weitere Bilder                            | Hakenblattzikade                                                        | Arboridia ribauti (Ossiannilsson, 1937)                                            | Arboridia ribauti – seitlich           | LC                                               |
|                                           | Pfriemenblattzikade                                                     | Arboridia simillima (Wagner, 1939)                                                 |                                        | EN                                               |
|                                           | Segelblattzikade                                                        | Arboridia velata (Ribaut, 1952)                                                    |                                        | VU                                               |
|                                           | Grüne Wermutblattzikade                                                 | Austroasca vittata (Lethierry, 1884)                                               |                                        | EN                                               |
|                                           | Thymian-Blattzikade                                                     | Chlorita dumosa (Ribaut, 1933)                                                     |                                        | EN                                               |
| weitere Bilder                            | Gemeine Beifußblattzikade                                               | Chlorita paolii (Ossiannilsson, 1939)                                              | Chlorita paolii – seitlich             | LC                                               |
|                                           | Salzwermut-Blattzikade                                                  | Chlorita prasina Fieber, 1884                                                      |                                        | EN                                               |
|                                           | Südliche Beifußblattzikade                                              | Chlorita tamaninii Wagner, 1959                                                    |                                        | EN                                               |
|                                           | Grüne Beifußblattzikade                                                 | Chlorita viridula (Fallén, 1806)                                                   |                                        | DD                                               |
|                                           | Schmielenblattzikade                                                    | Dikraneura variata Hardy, 1850                                                     |                                        | LC                                               |
|                                           | Gemeine Erlenlaubzikade                                                 | Edwardsiana alnicola (Edwards, 1924)                                               |                                        | DD                                               |
|                                           | Schlesische Laubzikade                                                  | Edwardsiana ampliata (Wagner, 1947)                                                |                                        | VU                                               |
| weitere Bilder                            | Ochsenlaubzikade                                                        | Edwardsiana avellanae (Edwards, 1888)                                              | Edwardsiana avellanae – seitlich       | LC                                               |
|                                           | Birkenlaubzikade                                                        | Edwardsiana bergmani (Tullgren, 1916)                                              |                                        | DD                                               |
|                                           | Pappellaubzikade                                                        | Edwardsiana candidula (Kirschbaum, 1868)                                           |                                        | LC                                               |
| weitere Bilder                            | Apfellaubzikade                                                         | Edwardsiana crataegi (Douglas, 1876)                                               | Edwardsiana crataegi – seitlich        | LC                                               |
| weitere Bilder                            | Hartriegel-Laubzikade                                                   | Edwardsiana diversa (Edwards, 1914)                                                |                                        | VU                                               |
|                                           | Hainbuchen-Laubzikade                                                   | Edwardsiana flavescens (Fabricius, 1794)                                           |                                        | LC                                               |
|                                           | Scherenlaubzikade                                                       | Edwardsiana frustrator (Edwards, 1908)                                             |                                        | LC                                               |
| weitere Bilder                            | Gestreifte Laubzikade                                                   | Edwardsiana geometrica (Schrank, 1801)                                             |                                        | LC                                               |
|                                           | Schwarzerlen-Laubzikade                                                 | Edwardsiana gratiosa (Boheman, 1852)                                               |                                        | NT                                               |
|                                           | Japanische Ulmenlaubzikade, Japanische Laubzikade                       | Edwardsiana ishidai (Matsumura, 1932)                                              |                                        | EN                                               |
|                                           | Lamellenlaubzikade                                                      | Edwardsiana lamellaris (Ribaut, 1931)                                              |                                        | DD                                               |
| weitere Bilder                            | Lindenlaubzikade                                                        | Edwardsiana lethierryi (Edwards, 1881)                                             |                                        | LC                                               |
|                                           | Gemeine Ulmenlaubzikade                                                 | Edwardsiana plebeja (Edwards, 1914)                                                |                                        | VU                                               |
| weitere Bilder                            | Pflaumenlaubzikade                                                      | Edwardsiana prunicola (Edwards, 1914)                                              |                                        | LC                                               |
| weitere Bilder                            | Gemeine Rosenlaubzikade                                                 | Edwardsiana rosae (Linnaeus, 1758)                                                 | Edwardsiana rosae – seitlich           | LC                                               |
| weitere Bilder                            | Grauweiden-Laubzikade                                                   | Edwardsiana salicicola (Edwards, 1885)                                             | Edwardsiana salicicola – seitlich      | LC                                               |
|                                           | Grauerlen-Laubzikade                                                    | Edwardsiana soror (Linnavuori, 1950)                                               |                                        | NT                                               |
|                                           | Dornenlaubzikade                                                        | Edwardsiana spinigera (Edwards, 1924)                                              |                                        | LC                                               |
|                                           | Mährische Laubzikade                                                    | Edwardsiana stehliki Lauterer, 1958                                                |                                        | DD                                               |
|                                           | Korbweiden-Laubzikade                                                   | Edwardsiana tersa (Edwards, 1914)                                                  |                                        | NT                                               |
|                                           | Englische Ulmenlaubzikade                                               | Edwardsiana ulmiphagus Wilson & Claridge, 1999                                     |                                        | NT                                               |
|                                           | Felsenblattzikade                                                       | Emelyanoviana contraria (Ribaut, 1936)                                             |                                        | VU                                               |
|                                           | Schwefelblattzikade                                                     | Emelyanoviana mollicula (Boheman, 1845)                                            |                                        | LC                                               |
|                                           | Ankerblattzikade                                                        | Erythria aureola (Fallén, 1806)                                                    |                                        | NT                                               |
|                                           | Ferraris Blattzikade                                                    | Erythria ferrarii (Puton, 1877)                                                    |                                        | DD                                               |
|                                           | Bergblattzikade                                                         | Erythria manderstjernii (Kirschbaum, 1868)                                         |                                        | LC                                               |
| weitere Bilder                            | Bunte Erlenblattzikade                                                  | Eupterycyba jucunda (Herrich-Schäffer, 1837)                                       | Eupterycyba jucunda – seitlich         | LC                                               |
|                                           | Bunte Wermutblattzikade                                                 | Eupteryx adspersa (Herrich-Schäffer, 1838)                                         |                                        | CR                                               |
|                                           | Strandwermut-Blattzikade                                                | Eupteryx artemisiae (Kirschbaum, 1868)                                             |                                        | CR                                               |
| weitere Bilder                            | Bunte Kartoffel-Blattzikade, Bunte Kartoffelblattzikade                 | Eupteryx atropunctata (Goeze, 1778)                                                | Eupteryx atropunctata – seitlich       | LC                                               |
| weitere Bilder                            | Goldblattzikade                                                         | Eupteryx aurata (Linnaeus, 1758)                                                   | Eupteryx aurata – seitlich             | LC                                               |
|                                           | Knautienblattzikade, Knautien-Blattzikade                               | Eupteryx austriaca (Metcalf, 1968)                                                 |                                        | LC                                               |
|                                           | Rain-Nesselblattzikade                                                  | Eupteryx calcarata Ossiannilsson, 1936                                             |                                        | LC                                               |
|                                           | Rossminzen-Blattzikade                                                  | Eupteryx collina (Flor, 1861)                                                      |                                        | DD                                               |
|                                           | Südliche Ziestblattzikade                                               | Eupteryx curtisii Flor, 1861                                                       |                                        | LC                                               |
|                                           | Bach-Nesselblattzikade                                                  | Eupteryx cyclops Matsumura, 1906                                                   |                                        | LC                                               |
| weitere Bilder                            | Ligurische Blattzikade                                                  | Eupteryx decemnotata Rey, 1891                                                     | Eupteryx decemnotata – seitlich        | NE                                               |
| weitere Bilder                            | Farnblattzikade                                                         | Eupteryx filicum (Newman, 1853)                                                    | Eupteryx filicum – seitlich            | DD                                               |
| weitere Bilder                            | Gartenblattzikade                                                       | Eupteryx florida Ribaut, 1936                                                      | Eupteryx florida – seitlich            | LC                                               |
|                                           | Kälberkropf-Blattzikade                                                 | Eupteryx heydenii (Kirschbaum, 1868)                                               |                                        | LC                                               |
|                                           | Taubnessel-Blattzikade                                                  | Eupteryx immaculatifrons (Kirschbaum, 1868)                                        |                                        | VU                                               |
|                                           | Betonienblattzikade                                                     | Eupteryx lelievrei (Lethierry, 1874)                                               |                                        | DD                                               |
| weitere Bilder                            | Eibischblattzikade                                                      | Eupteryx melissae Curtis, 1837                                                     | Eupteryx melissae – seitlich           | DD                                               |
| weitere Bilder                            | Triftenblattzikade                                                      | Eupteryx notata Curtis, 1837                                                       | Eupteryx notata – seitlich             | LC                                               |
| weitere Bilder                            | Majoranblattzikade                                                      | Eupteryx origani Zachvatkin, 1948                                                  | Eupteryx origani – seitlich            | NT                                               |
| weitere Bilder                            | Nördliche Ziestblattzikade                                              | Eupteryx stachydearum (Hardy, 1850)                                                | Eupteryx stachydearum – seitlich       | LC                                               |
|                                           | Schafgarben-Blattzikade                                                 | Eupteryx tenella (Fallén, 1806)                                                    |                                        | VU                                               |
|                                           | Wasserminzen-Blattzikade                                                | Eupteryx thoulessi Edwards, 1926                                                   |                                        | EN                                               |
| weitere Bilder                            | Wald-Nesselblattzikade                                                  | Eupteryx urticae (Fabricius, 1803)                                                 | Eupteryx urticae – seitlich            | LC                                               |
| weitere Bilder                            | Wiesenblattzikade                                                       | Eupteryx vittata (Linnaeus, 1758)                                                  | Eupteryx vittata – seitlich            | LC                                               |
|                                           | Blasse Elfenzikade                                                      | Eurhadina concinna (Germar, 1831)                                                  |                                        | LC                                               |
| weitere Bilder                            | Traubeneichen-Elfenzikade                                               | Eurhadina kirschbaumi Wagner, 1937                                                 | Eurhadina kirschbaumi – seitlich       | DD                                               |
|                                           | Ahornelfenzikade                                                        | Eurhadina loewii (Then, 1886)                                                      |                                        | DD                                               |
| weitere Bilder                            | Schöne Elfenzikade                                                      | Eurhadina pulchella (Fallén, 1806)                                                 | Eurhadina pulchella – seitlich         | LC                                               |
|                                           | Ribaut-Elfenzikade                                                      | Eurhadina ribauti Wagner, 1935                                                     |                                        | VU                                               |
|                                           | Wagner-Elfenzikade                                                      | Eurhadina saageri Wagner, 1937                                                     |                                        | DD                                               |
|                                           | Weiße Eichenblattzikade                                                 | Fagocyba carri (Edwards, 1914)                                                     |                                        | NT                                               |
| weitere Bilder                            | Buchenblattzikade                                                       | Fagocyba cruenta (Herrich-Schäffer, 1838)                                          | Fagocyba cruenta – seitlich            | LC                                               |
|                                           | Riedblattzikade                                                         | Forcipata citrinella (Zetterstedt, 1828)                                           |                                        | NT                                               |
|                                           | Gelbe Zangenblattzikade                                                 | Forcipata flava Vidano, 1965                                                       |                                        | DD                                               |
|                                           | Gemeine Zangenblattzikade                                               | Forcipata forcipata (Flor, 1861)                                                   |                                        | LC                                               |
|                                           | Große Zangenblattzikade                                                 | Forcipata major (Wagner, 1947)                                                     |                                        | DD                                               |
|                                           | Obstblattzikade                                                         | Fruticidia bisignata (Mulsant & Rey, 1855)                                         |                                        | DD                                               |
|                                           | Geranienblattzikade                                                     | Hauptidia distinguenda (Kirschbaum, 1868)                                          |                                        | CR                                               |
|                                           | Strauchblattzikade                                                      | Hebata affinis, Syn.: Empoasca affinis (Nast, 1937)                                |                                        | LC                                               |
|                                           | Geißblattzikade                                                         | Hebata apicalis, Syn.: Empoasca apicalis (Flor, 1861)                              |                                        | EN                                               |
|                                           | Attichblattzikade                                                       | Hebata dealbata, Syn.: Empoasca dealbata (Cerutti, 1939)                           |                                        | DD                                               |
| weitere Bilder                            | Gemüseblattzikade                                                       | Hebata decipiens, Syn.: Empoasca decipiens (Paoli, 1930)                           | Hebata decipiens – seitlich            | LC                                               |
|                                           | Kontkanens Blattzikade                                                  | Hebata kontkaneni, Syn.: Empoasca kontkaneni (Ossiannilsson, 1949)                 |                                        | DD                                               |
| weitere Bilder                            | Grüne Kartoffelblattzikade                                              | Hebata solani, Syn.: Empoasca pteridis (Curtis, 1846)                              | Hebata solani – seitlich               | LC                                               |
| weitere Bilder                            | Rebzikade                                                               | Hebata vitis, Syn.: Empoasca vitis (Göthe, 1875)                                   | Hebata vitis – seitlich                | LC                                               |
|                                           | Zweipunktblattzikade                                                    | Kyboasca bipunctata (Oshanin, 1871)                                                |                                        | CR                                               |
|                                           | Schwarzpappel-Würfelzikade                                              | Kybos abstrusus (Linnavuori, 1949)                                                 |                                        | DD                                               |
|                                           | Birken-Würfelzikade                                                     | Kybos austriacus (Wagner, 1949)                                                    |                                        | DD                                               |
| weitere Bilder                            | Mandelweiden-Würfelzikade, Mandelweiden-Blattzikade                     | Kybos butleri (Edwards, 1908)                                                      | Kybos butleri – seitlich               | DD                                               |
| weitere Bilder                            | Echte Pappelwürfelzikade                                                | Kybos populi (Edwards, 1908)                                                       | Kybos populi – seitlich                | LC                                               |
| weitere Bilder                            | Purpurweiden-Würfelzikade                                               | Kybos rufescens Melichar, 1896                                                     |                                        | LC                                               |
| weitere Bilder                            | Smaragdwürfelzikade                                                     | Kybos smaragdula (Fallén, 1806)                                                    | Kybos smaragdula – seitlich            | LC                                               |
|                                           | Grauweiden-Würfelzikade                                                 | Kybos strigilifer (Ossiannilsson, 1941)                                            |                                        | LC                                               |
|                                           | Grauerlen-Würfelzikade                                                  | Kybos strobli (Wagner, 1949)                                                       |                                        | NT                                               |
| weitere Bilder                            | Silberweiden-Würfelzikade                                               | Kybos virgator (Ribaut, 1933)                                                      | Kybos virgator – seitlich              | LC                                               |
| weitere Bilder                            | Zypressenblattzikade                                                    | Liguropia juniperi (Lethierry, 1876)                                               | Liguropia juniperi – seitlich          | NE                                               |
|                                           | Löws Blattzikade                                                        | Lindbergina loewi (Lethierry, 1884)                                                |                                        | CR                                               |
| weitere Bilder                            | Birken-Fleckenblattzikade                                               | Linnavuoriana decempunctata (Fallén, 1806)                                         | Linnavuoriana decempunctata – seitlich | LC                                               |
| weitere Bilder                            | Weiden-Fleckenblattzikade                                               | Linnavuoriana sexmaculata (Hardy, 1850)                                            | Linnavuoriana sexmaculata – seitlich   | LC                                               |
|                                           | Wiesenrauten-Blattzikade                                                | Micantulina micantula (Zetterstedt, 1840)                                          |                                        | DD                                               |
|                                           | Königskerzen-Blattzikade                                                | Micantulina stigmatipennis (Mulsant & Rey, 1855)                                   |                                        | VU                                               |
|                                           | Gamander-Blattzikade                                                    | Micantulina teucrii (Cerutti, 1938)                                                |                                        | CR                                               |
|                                           | Gemeine Seggenblattzikade                                               | Notus flavipennis (Zetterstedt, 1828)                                              |                                        | NT                                               |
|                                           | Italienische Seggenblattzikade                                          | Notus italicus Wagner, 1954                                                        |                                        | DD                                               |
|                                           | Große Ahornblattzikade                                                  | Ossiannilssonola callosa (Then, 1886)                                              |                                        | LC                                               |
|                                           | Elchblattzikade                                                         | Ribautiana alces (Ribaut, 1931)                                                    |                                        | NT                                               |
|                                           | Russische Ulmenblattzikade                                              | Ribautiana ognevi (Zachvatkin, 1948)                                               |                                        | CR                                               |
|                                           | Strichelblattzikade                                                     | Ribautiana scalaris (Ribaut, 1931)                                                 |                                        | LC                                               |
| weitere Bilder                            | Beerenblattzikade                                                       | Ribautiana tenerrima (Herrich-Schäffer, 1834)                                      | Ribautiana tenerrima – seitlich        | LC                                               |
| weitere Bilder                            | Gefleckte Ulmenblattzikade                                              | Ribautiana ulmi (Linnaeus, 1758)                                                   | Ribautiana ulmi – seitlich             | VU                                               |
| weitere Bilder                            | Leopardenblattzikade                                                    | Typhlocyba quercus (Fabricius, 1777)                                               |                                        | LC                                               |
|                                           | Ennstaler Blattzikade                                                   | Wagneriala franzi (Wagner, 1955)                                                   |                                        | DD                                               |
|                                           | Thenblattzikade                                                         | Wagneriala incisa (Then, 1897)                                                     |                                        | CR                                               |
|                                           | Erdseggen-Blattzikade                                                   | Wagneriala minima (J. Sahlberg, 1871)                                              |                                        | VU                                               |
|                                           | Sumpf-Blattzikade                                                       | Wagneriala palustris (Ribaut, 1936)                                                |                                        | CR                                               |
|                                           | Blauseggen-Blattzikade                                                  | Wagneriala sinuata (Then, 1897)                                                    |                                        | VU                                               |
|                                           | Kiefernblattzikade                                                      | Wagneripteryx germari (Zetterstedt, 1840)                                          |                                        | LC                                               |
| weitere Bilder                            | Gebänderte Blattzikade                                                  | Zonocyba bifasciata (Boheman, 1851)                                                |                                        | LC                                               |
| weitere Bilder                            | Schlankfeuerzikade                                                      | Zygina angusta Lethierry, 1874                                                     | Zygina angusta – seitlich              | LC                                               |
| weitere Bilder                            | Gemeine Feuerzikade                                                     | Zygina flammigera (Fourcroy, 1785)                                                 | Zygina flammigera – seitlich           | LC                                               |
|                                           | Wiesenknopf-Feuerzikade                                                 | Zygina frauenfeldi Lethierry, 1880                                                 |                                        | CR                                               |
|                                           | Hainbuchen-Feuerzikade                                                  | Zygina griseombra Remane, 1994                                                     |                                        | DD                                               |
|                                           | Gemeine Johanniskrautzikade                                             | Zygina hyperici (Herrich-Schäffer, 1836)                                           |                                        | LC                                               |
|                                           | Alpen-Johanniskrautzikade                                               | Zygina hypermaculata Remane & Holzinger, 1995                                      |                                        | VU                                               |
|                                           | Ringelfeuerzikade                                                       | Zygina nigritarsis Remane, 1994                                                    |                                        | DD                                               |
| weitere Bilder                            | Schneefeuerzikade                                                       | Zygina nivea (Mulsant & Rey, 1855)                                                 |                                        | DD                                               |
|                                           | Weidenfeuerzikade                                                       | Zygina ordinaria (Ribaut, 1936)                                                    |                                        | LC                                               |
|                                           | Gefleckte Feuerzikade                                                   | Zygina rorida (Mulsant & Rey, 1855)                                                |                                        | DD                                               |
|                                           | Moorfeuerzikade                                                         | Zygina rosea (Flor, 1861)                                                          |                                        | DD                                               |
|                                           | Rosenfeuerzikade                                                        | Zygina rosincola (Cerutti, 1939)                                                   |                                        | NT                                               |
| weitere Bilder                            | Heidefeuerzikade                                                        | Zygina luteipennis, Syn.: Zygina rubrovittata Rey, 1894                            | Zygina luteipennis – seitlich          | DD                                               |
|                                           | Schlehenfeuerzikade                                                     | Zygina schneideri (Günthart, 1974)                                                 |                                        | LC                                               |
| weitere Bilder                            | Faulbaum-Feuerzikade                                                    | Zygina suavis Rey, 1891 sensu Ossiannilsson, 1981                                  | Zygina suavis – seitlich               | LC                                               |
|                                           | Erlenfeuerzikade                                                        | Zygina tiliae (Fallén, 1806)                                                       |                                        | LC                                               |
|                                           | Piemontfeuerzikade                                                      | Zygina tithide Ferrari, 1882                                                       |                                        | DD                                               |
|                                           | Diademblattzikade                                                       | Zyginella pulchra Löw, 1885                                                        |                                        | LC                                               |
|                                           | Alpenblattzikade                                                        | Zyginidia franzi (Wagner, 1944)                                                    |                                        | NT                                               |
|                                           | Blaugras-Blattzikade                                                    | Zyginidia mocsaryi (Horváth, 1910)                                                 |                                        | NT                                               |
|                                           | Östliche Blattzikade                                                    | Zyginidia pullula (Boheman, 1845)                                                  |                                        | LC                                               |
| weitere Bilder                            | Maisblattzikade                                                         | Zyginidia scutellaris (Herrich-Schäffer, 1838) sensu Ribaut, 1936                  | Zyginidia scutellaris – seitlich       | DD                                               |
|                                           | Schneeheidezikade                                                       | Ulopa carneae Wagner, 1955                                                         |                                        | EN                                               |
| weitere Bilder                            | Heidekrautzikade                                                        | Ulopa reticulata (Fabricius, 1794)                                                 | Ulopa reticulata – seitlich            | LC                                               |
|                                           | Triftenzikade                                                           | Utecha trivia (Germar, 1821)                                                       |                                        | VU                                               |
|                                           | Quaderzirpe                                                             | Aconurella quadrum (Herrich-Schäffer, 1838)                                        |                                        | DD                                               |
|                                           | Ankerzirpe                                                              | Adarrus exornatus Ribaut, 1952                                                     |                                        | DD                                               |
|                                           | Gemeine Zwenkenzirpe                                                    | Adarrus multinotatus (Boheman, 1847)                                               |                                        | LC                                               |
|                                           | Südliche Baumzirpe                                                      | Allygidius abbreviatus (Lethierry, 1878)                                           |                                        | NT                                               |
|                                           | Ulmenbaumzirpe                                                          | Allygidius atomarius (Fabricius, 1794)                                             |                                        | NT                                               |
|                                           | Gemeine Gabelbaumzirpe                                                  | Allygidius commutatus (Fieber, 1872)                                               |                                        | LC                                               |
|                                           | Östliche Gabelbaumzirpe                                                 | Allygidius furcatus (Ferrari, 1882)                                                |                                        | EN                                               |
|                                           | Mayrs Baumzirpe                                                         | Allygidius mayri (Kirschbaum, 1868)                                                |                                        | NT                                               |
|                                           | Eichenbaumzirpe                                                         | Allygus communis Ferrari, 1882                                                     |                                        | LC                                               |
|                                           | Fleckenbaumzirpe                                                        | Allygus maculatus Ribaut, 1952                                                     |                                        | NT                                               |
| weitere Bilder                            | Gemeine Baumzirpe                                                       | Allygus mixtus (Fabricius, 1794)                                                   | Allygus mixtus – seitlich              | LC                                               |
|                                           | Auenbaumzirpe                                                           | Allygus modestus Scott, 1876                                                       |                                        | LC                                               |
| weitere Bilder                            | Braune Kragenzirpe                                                      | Anoplotettix fuscovenosus (Ferrari, 1882)                                          | Anoplotettix fuscovenosus – seitlich   | NT                                               |
|                                           | Horvaths Kragenzirpe                                                    | Anoplotettix horvathi Metcalf, 1955                                                |                                        | NT                                               |
|                                           | Zwerggraszirpe                                                          | Arocephalus languidus (Flor, 1861)                                                 |                                        | LC                                               |
|                                           | Italienische Graszirpe                                                  | Arocephalus grandii Servadei, 1972                                                 |                                        | DD                                               |
| weitere Bilder                            | Kandelabergraszirpe                                                     | Arocephalus longiceps (Kirschbaum, 1868)                                           | Arocephalus longiceps – seitlich       | LC                                               |
| weitere Bilder                            | Punktierte Graszirpe                                                    | Arocephalus punctum (Flor, 1861)                                                   | Arocephalus punctum – seitlich         | VU                                               |
|                                           | Landschilfzirpe                                                         | Arthaldeus arenarius Remane, 1960                                                  |                                        | LC                                               |
| weitere Bilder                            | Hellebardenzirpe                                                        | Arthaldeus pascuellus (Fallén, 1826)                                               | Arthaldeus pascuellus – seitlich       | LC                                               |
| weitere Bilder                            | Rohrschwingelzirpe                                                      | Arthaldeus striifrons (Kirschbaum, 1868)                                           | Arthaldeus striifrons – seitlich       | VU                                               |
| weitere Bilder                            | Echte Stirnbandzirpe                                                    | Artianus interstitialis (Germar, 1821)                                             | Artianus interstitialis – seitlich     | LC                                               |
|                                           | Falsche Stirnbandzirpe                                                  | Artianus manderstjernii (Kirschbaum, 1868)                                         |                                        | CR                                               |
| weitere Bilder                            | Große Graszirpe                                                         | Athysanus argentarius Metcalf, 1955                                                | Athysanus argentarius – seitlich       | LC                                               |
| weitere Bilder                            | Sumpfzirpe                                                              | Athysanus quadrum Boheman, 1845                                                    | Athysanus quadrum – seitlich           | EN                                               |
|                                           | Reitgras-Winterzirpe                                                    | Balclutha calamagrostis Ossiannilsson, 1961                                        |                                        | LC                                               |
| weitere Bilder                            | Gemeine Winterzirpe                                                     | Balclutha punctata (Fabricius, 1775) sensu Wagner, 1939                            | Balclutha punctata – seitlich          | LC                                               |
|                                           | Glanzgras-Winterzirpe                                                   | Balclutha rhenana Wagner, 1939                                                     |                                        | LC                                               |
|                                           | Südliche Winterzirpe                                                    | Balclutha saltuella (Kirschbaum, 1868)                                             |                                        | DD                                               |
|                                           | Bobakzirpe                                                              | Bobacella corvina (Horváth, 1903)                                                  |                                        | DD                                               |
|                                           | Waldsimsenzirpe                                                         | Cicadula albingensis Wagner, 1940                                                  |                                        | LC                                               |
|                                           | Schlankseggenzirpe                                                      | Cicadula flori (J. Sahlberg, 1871)                                                 |                                        | VU                                               |
|                                           | Große Seggenzirpe                                                       | Cicadula frontalis Herrich-Schäffer, 1835                                          |                                        | VU                                               |
| weitere Bilder                            | Knaulgraszirpe                                                          | Cicadula persimilis (Edwards, 1920)                                                | Cicadula persimilis – seitlich         | LC                                               |
|                                           | Sichelzirpe                                                             | Cicadula placida (Horváth, 1897)                                                   |                                        | VU                                               |
| weitere Bilder                            | Gemeine Seggenzirpe                                                     | Cicadula quadrinotata (Fabricius, 1794)                                            | Cicadula quadrinotata – seitlich       | LC                                               |
|                                           | Moorseggenzirpe                                                         | Cicadula quinquenotata (Boheman, 1845)                                             |                                        | VU                                               |
|                                           | Trollzirpe                                                              | Colladonus torneellus (Zetterstedt, 1828)                                          |                                        | NT                                               |
| weitere Bilder                            | Braune Fichtenzirpe                                                     | Colobotettix morbillosus (Melichar, 1896)                                          |                                        | DD                                               |
| weitere Bilder                            | Binsenzirpe                                                             | Conosanus obsoletus (Kirschbaum, 1858)                                             | Conosanus obsoletus – seitlich         | DD                                               |
|                                           | Bunte Simsenzirpe                                                       | Coryphaelus gyllenhalii (Fallén, 1826)                                             |                                        | CR                                               |
|                                           | Goldseggenzirpe                                                         | Cosmotettix aurantiacus (Forel, 1859)                                              |                                        | EN                                               |
| weitere Bilder                            | Graue Seggenzirpe                                                       | Cosmotettix costalis (Fallén, 1826)                                                |                                        | EN                                               |
| weitere Bilder                            | Wiesenflohzirpe                                                         | Deltocephalus pulicaris (Fallén, 1806)                                             | Deltocephalus pulicaris – seitlich     | LC                                               |
| weitere Bilder                            | Blasse Graszirpe                                                        | Diplocolenus bohemani (Zetterstedt, 1840)                                          |                                        | LC                                               |
|                                           | Östliche Graszirpe                                                      | Diplocolenus frauenfeldi (Fieber, 1869)                                            |                                        | VU                                               |
|                                           | Zwergdolchzirpe                                                         | Doratura exilis Horváth, 1903                                                      |                                        | EN                                               |
|                                           | Pontische Dolchzirpe                                                    | Doratura heterophyla Horváth, 1903                                                 |                                        | DD                                               |
|                                           | Raindolchzirpe                                                          | Doratura homophyla (Flor, 1861)                                                    |                                        | LC                                               |
|                                           | Thüringer Dolchzirpe                                                    | Doratura horvathi Wagner, 1939                                                     |                                        | CR                                               |
| weitere Bilder                            | Große Dolchzirpe                                                        | Doratura impudica Horváth, 1897                                                    | Doratura impudica – seitlich           | NT                                               |
| weitere Bilder                            | Wiesendolchzirpe                                                        | Doratura stylata (Boheman, 1847)                                                   | Doratura stylata – seitlich            | LC                                               |
|                                           | Schwertzikade                                                           | Dorycephalus baeri Kouchakewich, 1866                                              |                                        | CR                                               |
|                                           | Federgraszirpe                                                          | Dudanus pallidus Dlabola, 1956                                                     |                                        | CR                                               |
|                                           | Kärntner Schlankzirpe                                                   | Ebarrius cognatus (Fieber, 1869)                                                   |                                        | NT                                               |
|                                           | Haldenschlankzirpe                                                      | Ebarrius interstinctus (Fieber, 1869)                                              |                                        | DD                                               |
|                                           | Tatarengraszirpe                                                        | Elymana kozhevnikovi (Zachvatkin, 1938)                                            |                                        | DD                                               |
| weitere Bilder                            | Schwefelgraszirpe                                                       | Elymana sulphurella (Zetterstedt, 1828)                                            | Elymana sulphurella – seitlich         | LC                                               |
|                                           | Kahnzirpe                                                               | Enantiocephalus cornutus (Herrich-Schäffer, 1838)                                  |                                        | NT                                               |
|                                           | Falsche Schlängelzirpe                                                  | Eohardya fraudulenta (Horváth, 1903)                                               |                                        | CR                                               |
|                                           | Seerosenzirpe                                                           | Erotettix cyane (Boheman, 1845)                                                    |                                        | CR                                               |
|                                           | Kiesbank-Graszirpe                                                      | Errastunus leucophaeus (Kirschbaum, 1868)                                          |                                        | CR                                               |
| weitere Bilder                            | Bunte Graszirpe                                                         | Errastunus ocellaris (Fallén, 1806)                                                | Errastunus ocellaris – seitlich        | LC                                               |
|                                           | Glanzgraszirpe                                                          | Erzaleus metrius (Flor, 1861)                                                      |                                        | LC                                               |
| weitere Bilder                            | Löffelzikade                                                            | Eupelix cuspidata (Fabricius, 1775)                                                | Eupelix cuspidata – seitlich           | NT                                               |
|                                           | Große Brachzirpe                                                        | Euscelidius schenckii (Kirschbaum, 1868)                                           |                                        | DD                                               |
| weitere Bilder                            | Bunte Brachzirpe                                                        | Euscelidius variegatus (Kirschbaum, 1858)                                          | Euscelidius variegatus – seitlich      | LC                                               |
|                                           | Löwenzahnzirpe                                                          | Euscelis distinguendus (Kirschbaum, 1858)                                          |                                        | LC                                               |
| weitere Bilder                            | Wiesenkleezirpe                                                         | Euscelis incisus (Kirschbaum, 1858)                                                | Euscelis incisus – seitlich            | LC                                               |
|                                           | Westliche Kleezirpe                                                     | Euscelis lineolata, Syn.: Euscelis lineolatus Brullé, 1832 sensu Ribaut, 1952      |                                        | LC                                               |
|                                           | Eberwurzzirpe                                                           | Euscelis venosus (Kirschbaum, 1868)                                                |                                        | LC                                               |
| weitere Bilder                            | Südliche Strauchzirpe                                                   | Fieberiella florii (Stål, 1864)                                                    | Fieberiella florii – seitlich          | NT                                               |
| weitere Bilder                            | Gemeine Strauchzirpe                                                    | Fieberiella septentrionalis Wagner, 1963                                           | Fieberiella septentrionalis – seitlich | DD                                               |
|                                           | Thymianzirpe                                                            | Goniagnathus brevis (Herrich-Schäffer, 1835)                                       |                                        | NT                                               |
| weitere Bilder                            | Punktierte Graszirpe, Gefleckte Graszirpe                               | Graphocraerus ventralis (Fallén, 1806)                                             | Graphocraerus ventralis – seitlich     | LC                                               |
| weitere Bilder                            | Gemeine Kiefernzirpe                                                    | Grypotes puncticollis (Herrich-Schäffer, 1834)                                     | Grypotes puncticollis – seitlich       | LC                                               |
|                                           | Geißkleezirpe                                                           | Handianus ignoscus (Melichar, 1896)                                                |                                        | CR                                               |
|                                           |                                                                         | Handianus procerus (Herrich-Schäffer, 1835)                                        |                                        | CR                                               |
|                                           | Alpenschlängelzirpe                                                     | Hardya alpina Wagner, 1955                                                         |                                        | EN                                               |
|                                           | Bergschlängelzirpe                                                      | Hardya signifer (Then, 1897)                                                       |                                        | DD                                               |
|                                           | Dornschlängelzirpe                                                      | Hardya tenuis (Germar, 1821)                                                       |                                        | LC                                               |
|                                           | Kurzflügelzirpe                                                         | Henschia acuta (Löw, 1885)                                                         |                                        | CR                                               |
|                                           | Vierhornzirpe                                                           | Henschia quadricornis Dlabola, 1949                                                |                                        | VU                                               |
|                                           | Karminzirpe                                                             | Hesium domino (Reuter, 1880)                                                       |                                        | LC                                               |
| weitere Bilder                            | Blutsprenkelzirpe                                                       | Idiodonus cruentatus (Panzer, 1799)                                                | Idiodonus cruentatus – seitlich        | LC                                               |
| weitere Bilder                            | Japanische Ahornzirpe                                                   | Japananus hyalinus (Osborn, 1900)                                                  | Japananus hyalinus – seitlich          | NE                                               |
| weitere Bilder                            | Schmielen-Spitzkopfzirpe                                                | Jassargus allobrogicus (Ribaut, 1936)                                              | Jassargus allobrogicus – seitlich      | LC                                               |
|                                           | Berg-Spitzkopfzirpe                                                     | Jassargus alpinus (Then, 1896)                                                     |                                        | LC                                               |
|                                           | Hain-Spitzkopfzirpe                                                     | Jassargus flori (Fieber, 1869)                                                     |                                        | LC                                               |
| weitere Bilder                            | Mainzer Spitzkopfzirpe                                                  | Jassargus obtusivalvis (Kirschbaum, 1868)                                          | Jassargus obtusivalvis – seitlich      | LC                                               |
|                                           | Wiesen-Spitzkopfzirpe                                                   | Jassargus pseudocellaris (Flor, 1861)                                              |                                        | LC                                               |
|                                           | Alpen-Spitzkopfzirpe                                                    | Jassargus repletus (Fieber, 1869)                                                  |                                        | NT                                               |
|                                           | Ried-Spitzkopfzirpe                                                     | Jassargus sursumflexus (Then, 1902)                                                |                                        | LC                                               |
|                                           | Zirkelzirpe                                                             | Laburrus handlirschi (Matsumura, 1908)                                             |                                        | CR                                               |
|                                           | Wermutzirpe                                                             | Laburrus impictifrons (Boheman, 1852)                                              |                                        | CR                                               |
|                                           | Goldasterzirpe                                                          | Laburrus pellax (Horváth, 1903)                                                    |                                        | CR                                               |
| weitere Bilder                            | Glanzzirpe                                                              | Lamprotettix nitidulus (Fabricius, 1787)                                           | Lamprotettix nitidulus – seitlich      | NT                                               |
| weitere Bilder                            | Sumpfriedzirpe                                                          | Limotettix striola (Fallén, 1806)                                                  |                                        | VU                                               |
| weitere Bilder                            | Alpenwanderzirpe                                                        | Macrosteles alpina, Macrosteles alpinus (Zetterstedt, 1828)                        |                                        | LC                                               |
| weitere Bilder                            | Kammwanderzirpe                                                         | Macrosteles cristatus (Ribaut, 1927)                                               |                                        | LC                                               |
|                                           | Schlenkenwanderzirpe                                                    | Macrosteles fieberi (Edwards, 1889)                                                |                                        | CR                                               |
|                                           | Schachtelhalm-Wanderzirpe                                               | Macrosteles frontalis (Scott, 1875)                                                |                                        | NT                                               |
| weitere Bilder                            | Binsenwanderzirpe                                                       | Macrosteles horvathi (Wagner, 1935)                                                | Macrosteles horvathi – seitlich        | NT                                               |
|                                           | Ackerwanderzirpe                                                        | Macrosteles laevis (Ribaut, 1927)                                                  |                                        | LC                                               |
|                                           | Teichwanderzirpe                                                        | Macrosteles lividus (Edwards, 1894)                                                |                                        | EN                                               |
|                                           | Knöterichwanderzirpe                                                    | Macrosteles maculosus (Then, 1897)                                                 |                                        | LC                                               |
|                                           | Moorwanderzirpe                                                         | Macrosteles ossiannilssoni Lindberg, 1954                                          |                                        | NT                                               |
|                                           | Sandwanderzirpe                                                         | Macrosteles quadripunctulatus (Kirschbaum, 1868)                                   |                                        | NT                                               |
|                                           | Sardenwanderzirpe                                                       | Macrosteles sardus Ribaut, 1948                                                    |                                        | DD                                               |
|                                           | Mädesüß-Wanderzirpe                                                     | Macrosteles septemnotatus (Fallén, 1806)                                           |                                        | LC                                               |
| weitere Bilder                            | Wiesenwanderzirpe                                                       | Macrosteles sexnotatus (Fallén, 1806)                                              | Macrosteles sexnotatus – seitlich      | LC                                               |
|                                           | Salzwanderzirpe                                                         | Macrosteles sordidipennis (Stål, 1858)                                             |                                        | EN                                               |
| weitere Bilder                            | Nesselwanderzirpe                                                       | Macrosteles variatus (Fallén, 1806)                                                | Macrosteles variatus – seitlich        | LC                                               |
| weitere Bilder                            | Gabelwanderzirpe                                                        | Macrosteles viridigriseus (Edwards, 1924)                                          |                                        | LC                                               |
| weitere Bilder                            | Maskengraszirpe                                                         | Macustus grisescens (Zetterstedt, 1828)                                            | Macustus grisescens – seitlich         | LC                                               |
|                                           | Thengraszirpe                                                           | Maiestas horvathi, Syn.: Recilia horvathi (Then, 1896)                             |                                        | LC                                               |
|                                           | Forkenzirpe                                                             | Mendrausus pauxillus (Fieber, 1869)                                                |                                        | EN                                               |
|                                           | Schöne Marmorzirpe                                                      | Metalimnus formosus (Boheman, 1845)                                                |                                        | VU                                               |
|                                           | Östliche Marmorzirpe                                                    | Metalimnus obtusus Emeljanov, 1966                                                 |                                        | DD                                               |
|                                           | Gefleckte Marmorzirpe                                                   | Metalimnus steini (Fieber, 1869) sensu Anufriev & Emeljanov, 1988                  |                                        | LC                                               |
|                                           | Kiesbank-Weidenzirpe                                                    | Mimallygus lacteinervis (Kirschbaum, 1868)                                         |                                        | CR                                               |
|                                           | Ödlandgraszirpe                                                         | Mocuellus collinus, Syn.: Henschia collina (Boheman, 1850)                         |                                        | NT                                               |
| weitere Bilder                            | Safranzirpe, Safrangraszirpe                                            | Mocydia croceus, Syn.: Mocydia crocea (Herrich-Schäffer, 1837)                     | Mocydia croceus – seitlich             | LC                                               |
| weitere Bilder                            | Westliche Märzzirpe                                                     | Mocydiopsis attenuata (Germar, 1821)                                               | Mocydiopsis attenuata – seitlich       | LC                                               |
|                                           | Rispenmärzzirpe                                                         | Mocydiopsis intermedia Remane, 1961                                                |                                        | NT                                               |
|                                           | Triftenmärzzirpe                                                        | Mocydiopsis longicauda Remane, 1961                                                |                                        | NT                                               |
|                                           | Waldmärzzirpe                                                           | Mocydiopsis monticola Remane, 1961                                                 |                                        | EN                                               |
|                                           | Heidemärzzirpe                                                          | Mocydiopsis parvicauda Ribaut, 1939                                                |                                        | EN                                               |
| weitere Bilder                            | Trauerzirpe                                                             | Neoaliturus fenestratus (Herrich-Schäffer, 1834)                                   | Neoaliturus fenestratus – seitlich     | NT                                               |
|                                           | Ringzirpe                                                               | Neoaliturus haematoceps (Mulsant & Rey, 1855)                                      |                                        | CR                                               |
|                                           | Moorheidezirpe                                                          | Ophiola cornicula (Marshall, 1866)                                                 |                                        | NT                                               |
|                                           | Ödlandheidezirpe                                                        | Ophiola decumana (Kontkanen, 1949)                                                 |                                        | LC                                               |
| weitere Bilder                            | Zwergheidezirpe                                                         | Ophiola russeola (Fallén, 1826)                                                    | Ophiola russeola – seitlich            | NT                                               |
|                                           | Bindenheidezirpe                                                        | Ophiola transversa (Fallén, 1826)                                                  |                                        | DD                                               |
| weitere Bilder                            | Tamariskenzirpe                                                         | Opsius stactogalus Fieber, 1866                                                    | Opsius stactogalus – seitlich          | VU                                               |
| weitere Bilder                            | Orientzikade, Orientzirpe                                               | Orientus ishidae Matsumura, 1902                                                   | Orientus ishidae – seitlich            | NE                                               |
| weitere Bilder                            | Gemeine Schilfzirpe                                                     | Paralimnus phragmitis (Boheman, 1847)                                              | Paralimnus phragmitis – seitlich       | LC                                               |
|                                           | Provenzalische Schilfzirpe                                              | Paralimnus rotundiceps (Lethierry, 1885)                                           |                                        | EN                                               |
|                                           | Östliche Strandsimsenzirpe                                              | Paramesus major Haupt, 1927                                                        |                                        | CR                                               |
|                                           | Scherenzirpe                                                            | Parapotes reticulatus (Horváth, 1897)                                              |                                        | CR                                               |
|                                           | Marmorfichtenzirpe                                                      | Perotettix pictus (Lethierry, 1880)                                                |                                        | LC                                               |
|                                           | Pannonische Felsenzirpe                                                 | Phlepsius intricatus (Herrich-Schäffer, 1838)                                      |                                        | EN                                               |
|                                           | Zyklopenzirpe                                                           | Phlogotettix cyclops (Mulsant & Rey, 1855)                                         |                                        | DD                                               |
|                                           | Dünengraszirpe                                                          | Pinumius areatus (Stål, 1858)                                                      |                                        | CR                                               |
| weitere Bilder                            | Scheckenfichtenzirpe                                                    | Pithyotettix abietinus (Fallén, 1806)                                              | Pithyotettix abietinus – seitlich      | LC                                               |
|                                           | Verkannte Schönzirpe                                                    | Platymetopius complicatus Nast, 1972                                               |                                        | NT                                               |
|                                           | Fenster-Schönzirpe                                                      | Platymetopius dorsofenestratus Dlabola, 1958                                       |                                        | RE                                               |
|                                           | Gefleckte Schönzirpe                                                    | Platymetopius guttatus Fieber, 1869                                                |                                        | EN                                               |
| weitere Bilder                            | Große Schönzirpe                                                        | Platymetopius major (Kirschbaum, 1868)                                             | Platymetopius major – seitlich         | NT                                               |
|                                           | Geschnäbelte Schönzirpe                                                 | Platymetopius rostratus (Herrich-Schäffer, 1834)                                   |                                        | DD                                               |
|                                           | Flaggenschönzirpe                                                       | Platymetopius undatus (De Geer, 1773)                                              |                                        | EN                                               |
|                                           | Pygmäenzirpe                                                            | Pleargus pygmaeus (Horváth, 1897)                                                  |                                        | CR                                               |
|                                           | Steppenzirpe                                                            | Praganus hofferi (Dlabola, 1947)                                                   |                                        | CR                                               |
| weitere Bilder                            | Wandersandzirpe                                                         | Psammotettix alienus (Dahlbom, 1850)                                               |                                        | LC                                               |
|                                           | Pannonische Sandzirpe                                                   | Psammotettix asper (Ribaut, 1925)                                                  |                                        | EN                                               |
|                                           | Zittergras-Sandzirpe                                                    | Psammotettix cephalotes (Herrich-Schäffer, 1834)                                   |                                        | NT                                               |
| weitere Bilder                            | Wiesensandzirpe                                                         | Psammotettix confinis (Dahlbom, 1850)                                              |                                        | LC                                               |
|                                           | Moorsandzirpe                                                           | Psammotettix dubius Ossiannilsson, 1974                                            |                                        | CR                                               |
|                                           | Löffelsandzirpe                                                         | Psammotettix helvolus (Kirschbaum, 1868) – Gruppe                                  |                                        | LC                                               |
|                                           | Östliche Sandzirpe                                                      | Psammotettix kolosvarensis (Matsumura, 1908)                                       |                                        | NT                                               |
|                                           | Mattensandzirpe                                                         | Psammotettix nardeti Remane, 1965                                                  |                                        | LC                                               |
|                                           | Heidesandzirpe                                                          | Psammotettix nodosus (Ribaut, 1925)                                                |                                        | DD                                               |
|                                           | Wiener Sandzirpe                                                        | Psammotettix notatus (Melichar, 1896)                                              |                                        | CR                                               |
|                                           | Steppen-Sandzirpe                                                       | Psammotettix pallidinervis (Dahlbom, 1850)                                         |                                        | CR                                               |
|                                           | Gänsefuß-Sandzirpe                                                      | Psammotettix pictipennis (Kirschbaum, 1868)                                        |                                        | CR                                               |
|                                           | Mosaiksandzirpe                                                         | Psammotettix poecilus (Flor, 1861)                                                 |                                        | EN                                               |
|                                           | Französische Sandzirpe                                                  | Psammotettix provincialis (Ribaut, 1925)                                           |                                        | DD                                               |
| weitere Bilder                            | Fleckensandzirpe                                                        | Psammotettix sabulicola (Curtis, 1837)                                             |                                        | CR                                               |
|                                           | Slowakische Sandzirpe                                                   | Psammotettix slovacus Dlabola, 1948                                                |                                        | CR                                               |
|                                           | Hakensandzirpe                                                          | Psammotettix unciger Ribaut, 1938                                                  |                                        | CR                                               |
|                                           | Kronengraszirpe                                                         | Recilia coronifer, Syn.: Recilia coronifera (Marshall, 1866)                       |                                        | LC                                               |
|                                           | Hundszahn-Graszirpe                                                     | Recilia schmidtgeni (Wagner, 1939)                                                 |                                        | EN                                               |
|                                           | Grüne Steppenzirpe                                                      | Rhoananus hypochlorus (Fieber, 1869)                                               |                                        | EN                                               |
|                                           | Bergschwingelzirpe                                                      | Rhopalopyx adumbrata (C. Sahlberg, 1842)                                           |                                        | LC                                               |
|                                           | Rispengraszirpe                                                         | Rhopalopyx preyssleri (Herrich-Schäffer, 1838)                                     |                                        | LC                                               |
|                                           | Grüne Schwingelzirpe                                                    | Rhopalopyx vitripennis (Flor, 1861)                                                |                                        | LC                                               |
|                                           | Tundrazirpe                                                             | Rosenus laciniatus (Then, 1896)                                                    |                                        | CR                                               |
|                                           | Grüne Weidenzirpe                                                       | Sagatus punctifrons (Fallén, 1826)                                                 |                                        | LC                                               |
| weitere Bilder                            | Amerikanische Rebzikade, Amerikanische Rebenzirpe                       | Scaphoideus titanus Ball, 1932                                                     |                                        | NE                                               |
|                                           | Riesenzirpe                                                             | Selenocephalus obsoletus (Germar, 1817)                                            |                                        | EN                                               |
|                                           | Kleine Weidenröschenzirpe                                               | Sonronius binotatus (J. Sahlberg, 1871)                                            |                                        | CR                                               |
| weitere Bilder                            | Große Weidenröschenzirpe                                                | Sonronius dahlbomi (Zetterstedt, 1840)                                             |                                        | EN                                               |
|                                           | Echte Riedzirpe                                                         | Sorhoanus assimilis (Fallén, 1806)                                                 |                                        | VU                                               |
|                                           | Allgäuer Riedzirpe                                                      | Sorhoanus schmidti (Wagner, 1939)                                                  |                                        | EN                                               |
|                                           | Hochmoor-Riedzirpe                                                      | Sorhoanus xanthoneurus (Fieber, 1869)                                              |                                        | CR                                               |
|                                           | Alpengraszirpe                                                          | Sotanus thenii (Löw, 1885)                                                         |                                        | LC                                               |
| weitere Bilder                            | Braune Waldzirpe                                                        | Speudotettix subfusculus, Syn.: Speudotettix subfuscula (Fallén, 1806)             | Speudotettix subfusculus – seitlich    | LC                                               |
|                                           | Hauhechelzirpe                                                          | Stictocoris picturatus (C. Sahlberg, 1842)                                         |                                        | NT                                               |
| weitere Bilder                            | Wiesengraszirpe                                                         | Streptanus aemulans (Kirschbaum, 1868)                                             | Streptanus aemulans – seitlich         | LC                                               |
|                                           | Rasenschmielenzirpe                                                     | Streptanus confinis (Reuter, 1880)                                                 |                                        | EN                                               |
|                                           | Schlängelschmielenzirpe                                                 | Streptanus marginatus (Kirschbaum, 1858)                                           |                                        | DD                                               |
| weitere Bilder                            | Straußgraszirpe                                                         | Streptanus sordidus (Zetterstedt, 1828)                                            |                                        | LC                                               |
|                                           | Tiroler Zirpe                                                           | Streptopyx tamaninii Linnavuori, 1958                                              |                                        | CR                                               |
|                                           | Goldbartzirpe                                                           | Tetartostylus illyricus (Kirschbaum, 1868)                                         |                                        | DD                                               |
|                                           | Grüne Waldzirpe                                                         | Thamnotettix confinis Zetterstedt, 1828                                            |                                        | LC                                               |
| weitere Bilder                            | Hainzirpe                                                               | Thamnotettix dilutior (Kirschbaum, 1868)                                           | Thamnotettix dilutior – seitlich       | LC                                               |
|                                           | Eichenzirpe                                                             | Thamnotettix exemtus Melichar, 1896                                                |                                        | LC                                               |
| weitere Bilder                            | Triftengraszirpe                                                        | Turrutus socialis (Flor, 1861)                                                     | Turrutus socialis – seitlich           | LC                                               |
|                                           | Schwarzgrüne Graszirpe                                                  | Verdanus abdominalis (Fabricius, 1803)                                             |                                        | LC                                               |
|                                           | Schwarzstirn-Graszirpe                                                  | Verdanus nigrifrons (Kirschbaum, 1868)                                             |                                        | DD                                               |
|                                           | Hufeisen-Graszirpe                                                      | Verdanus penthopitta (Walker, 1851)                                                |                                        | DD                                               |